# Victor Meirelles
Victor Meirelles de Lima (Nossa Senhora do Desterro, 18 de agosto de 1832 — Rio de Janeiro, 22 de fevereiro de 1903) foi um pintor e professor brasileiro.
De origens humildes, cedo seu talento foi reconhecido, sendo admitido como aluno da Academia Imperial de Belas Artes. Especializou-se no gênero da pintura histórica, e ao ganhar o Prêmio de Viagem ao Exterior da Academia, passou vários anos em aperfeiçoamento na Europa. Lá pintou sua obra mais conhecida, Primeira Missa no Brasil. Voltando ao Brasil tornou-se um dos pintores preferidos de D. Pedro II, inserindo-se no programa de mecenato do monarca e alinhando-se à sua proposta de renovação da imagem do Brasil através da criação de símbolos visuais de sua história.
Tornou-se estimado professor da Academia, formando uma geração de grandes pintores, e continuou seu trabalho pessoal realizando outras pinturas históricas importantes, como a Batalha dos Guararapes, a Moema e o Combate Naval do Riachuelo, bem como retratos e paisagens, onde se destacam o Retrato de Dom Pedro II e os seus três Panoramas. Em seu apogeu foi considerado um dos principais artistas do Segundo Reinado, com frequência recebendo rasgados elogios pela perfeição de sua técnica, pela nobreza de sua inspiração e pela qualidade geral de suas monumentais composições, bem como pelo seu caráter ilibado e sua incansável dedicação ao ofício, fez muitos admiradores no Brasil e no estrangeiro, recebeu condecorações imperiais e foi o primeiro dos pintores nacionais a conquistar admissão no Salão de Paris, mas também foi alvo de críticas contundentes, despertando fortes polêmicas num período em que se acendia a disputa entre os acadêmicos e os primeiros modernistas. Com o advento da República, por estar demasiado vinculado ao Império, caiu no ostracismo, e acabou sua vida em precárias condições financeiras, já muito esquecido.
A obra de Victor Meirelles pertence à tradição acadêmica brasileira, formada por uma eclética síntese de referências neoclássicas, românticas e realistas, mas o pintor absorveu também influências barrocas e do grupo dos Nazarenos. Depois de um período de relativa obscuridade, a crítica recente o reinstalou como um dos precursores da pintura moderna brasileira e um dos principais pintores do século XIX, para muitos o maior de todos, sendo autor de algumas das mais célebres recriações visuais da história brasileira, que permanecem vivas na cultura nacional e são incessantemente reproduzidas em livros escolares e uma variedade de outros meios.

## Biografia

### Primeiros anos

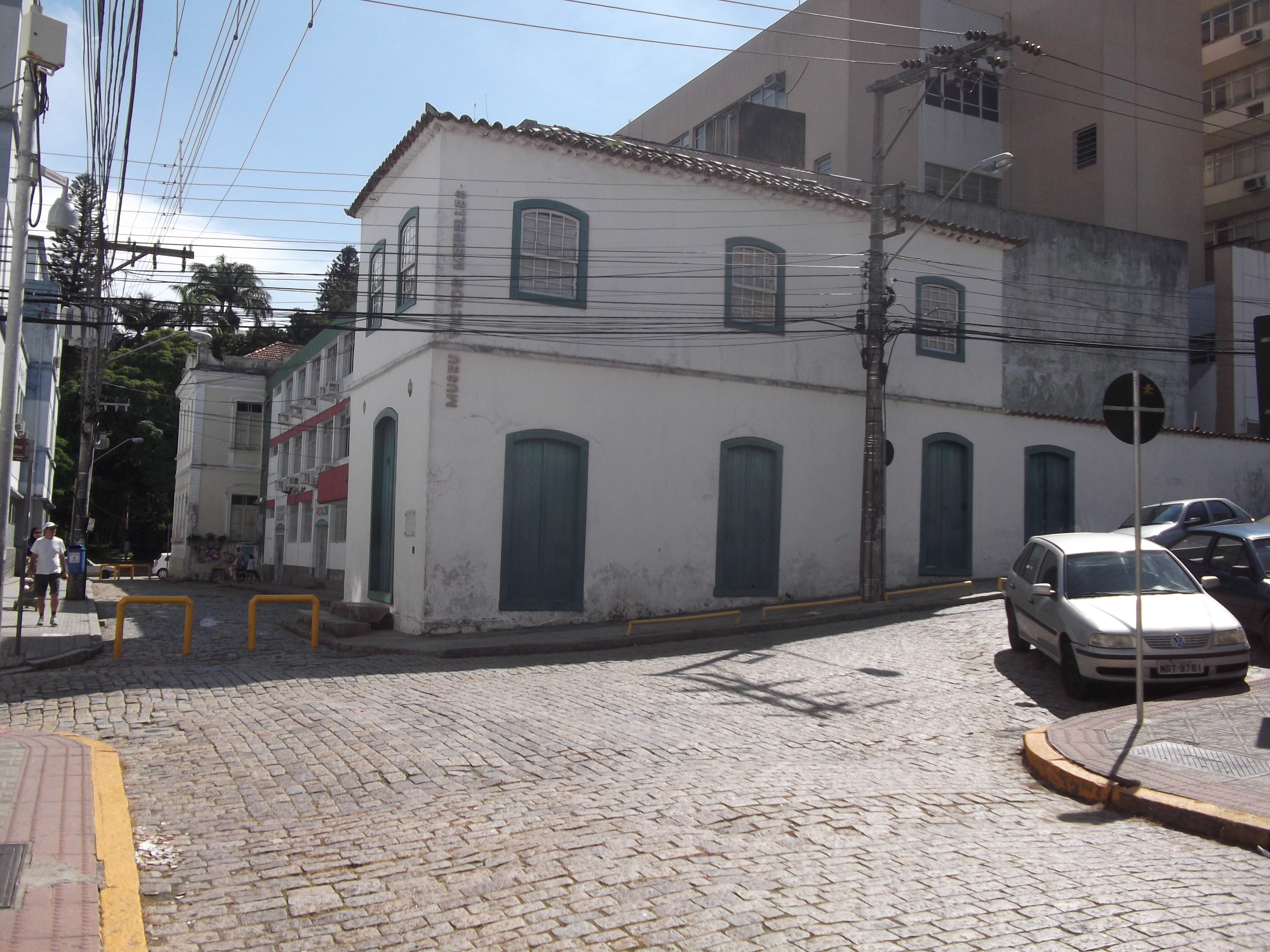
A casa onde nasceu o pintor, hoje o Museu Victor Meirelles.

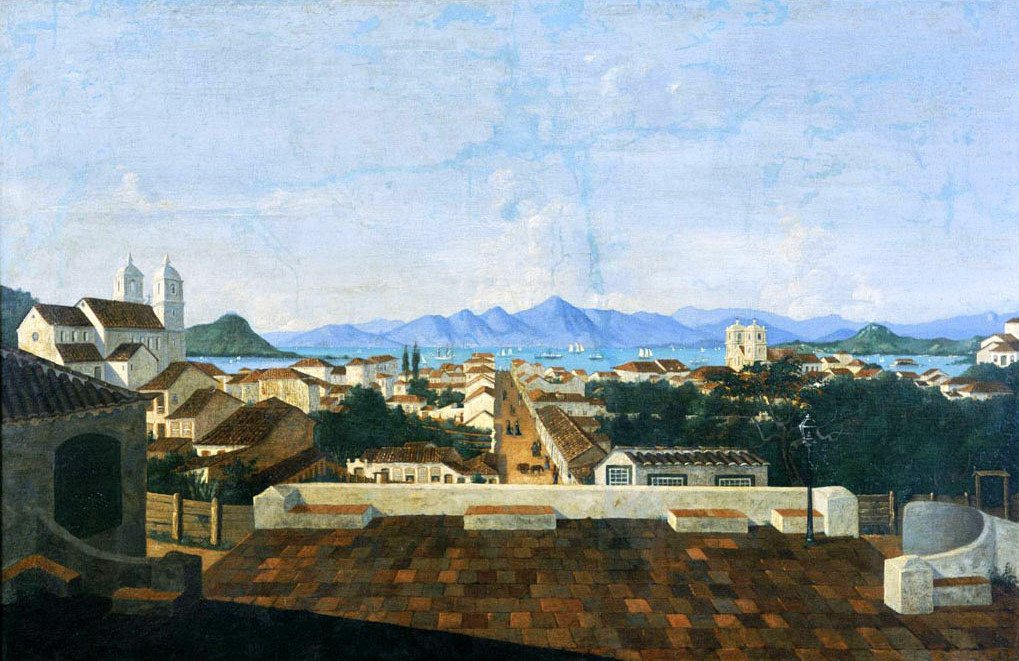
Vista do Desterro, 1847. Museu Victor Meirelles.

Seus anos iniciais são obscuros e as poucas fontes trazem informações conflitantes. Victor Meirelles de Lima era filho dos imigrantes portugueses Antônio Meirelles de Lima e Maria da Conceição dos Prazeres, comerciantes que viviam com limitados recursos econômicos na cidade de Nossa Senhora do Desterro (hoje Florianópolis). Teve um irmão, Virgílio. Segundo se registra, com cinco anos começou a ser educado em latim, português e aritmética, mas o menino Victor passava seu tempo livre desenhando bonecos e paisagens de sua Ilha de Santa Catarina e copiando imagens alheias que encontrava em gravuras e folhetos. Segundo o testemunho de José Arthur Boiteux,
"Aos cinco anos mandaram-o os pais à Escola Régia e tão pequeno era que o professor para melhor dar-lhe as lições sentava-o aos joelhos. Quando voltava à casa o seu passatempo era o velho Cosmorama que Antonio Meirelles comprara por muito barato e ótimo curioso que era, concertava sempre que o filho quebrava, o que era comum, algumas das peças. Aos dez anos não escapava a Victor estampa litografada: quantas lhes chegassem às mãos, copiava-as todas. E quem pela loja de Antonio Meirelles sita à Rua da Pedreira, antiga dos Quartéis Velhos, esquina da Rua da Conceição passasse, pela tardinha, invariavelmente veria o pequeno debruçado sobre o balcão a fazer garatujas, quando não as caricaturas dos próprios fregueses que àquela hora lá se reuniam para os indefectíveis dois dedos de prosa".
Em 1843, quando tinha entre 10 e 11 anos, começou a receber instrução do padre Joaquim Gomes d’Oliveira e Paiva, que lhe ensinou francês e filosofia e aprofundou seu conhecimento de latim. O seu talento precoce foi notado e incentivado pela família e por autoridades locais, e em 1845 começou a ter aulas regulares com um professor de desenho geométrico, o engenheiro argentino Mariano Moreno, que era doutor em direito e em teologia, além de jornalista, político e ex-secretário da primeira Junta de Governo das Províncias Unidas do Rio da Prata, desempenhando, segundo Teresinha Franz, "um papel importante na construção da identidade argentina". Ao mesmo tempo, provavelmente completou seus estudos gerais no Colégio dos Jesuítas, que ministrava aulas de latim, francês, filosofia, história elementar, geografia, retórica e geometria, e é possível que tenha entrado em contato com artistas viajantes que documentavam a natureza e o povo local.
Alguns de seus desenhos foram vistos e apreciados por Jerônimo Coelho, conselheiro do Império, que os mostrou ao então diretor da Academia Imperial de Belas Artes, Félix-Émile Taunay. O diretor de imediato aceitou o jovem, então com apenas quatorze anos, como aluno da instituição. Transferindo-se para o Rio de Janeiro em 1847, passou a frequentar o curso de desenho, tendo as despesas iniciais financiadas por um grupo de mecenas e sendo aluno de Manuel Joaquim de Melo Corte Real, Joaquim Inácio da Costa Miranda e José Correia de Lima, que estudara com o classicista Debret. Já no ano seguinte conquistou uma medalha de ouro e pouco mais tarde voltou à sua cidade natal para visitar seus pais. Datam desta época as primeiras de suas obras conhecidas. Em 1849 estava novamente no Rio, estudando na Academia entre outras a disciplina de pintura histórica, gênero em que obteve seus maiores sucessos. Consta que Meirelles era um aluno brilhante, destacando-se em todas as disciplinas. Em 1852 venceu o Prêmio de Viagem à Europa com a pintura São João Batista no Cárcere.

### Estudos na Europa

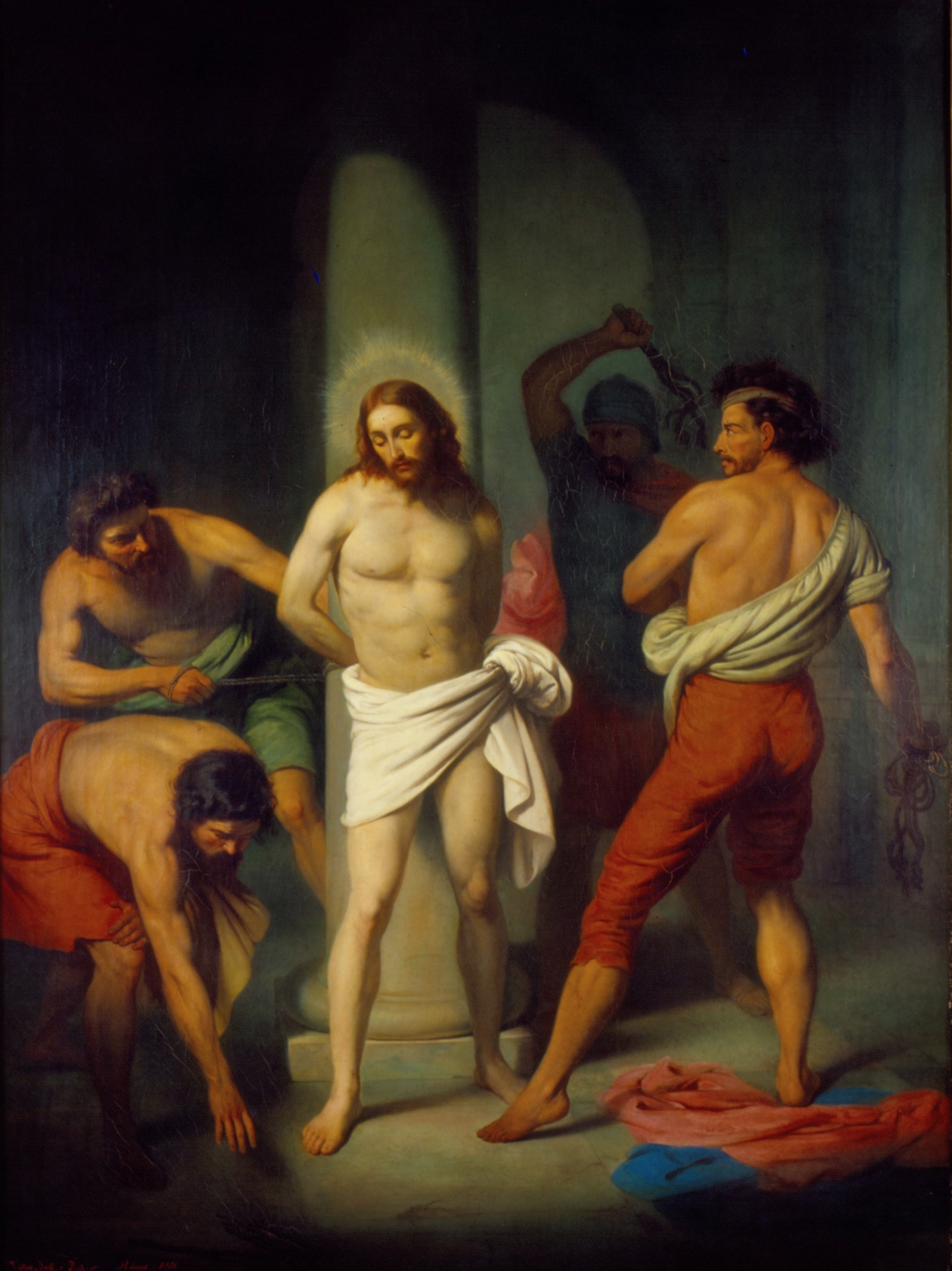
A flagelação de Cristo, 1856, tela realizada em seu período como bolsista da Academia na Europa, e que lhe valeu uma prorrogação de sua bolsa. Museu Nacional de Belas Artes.

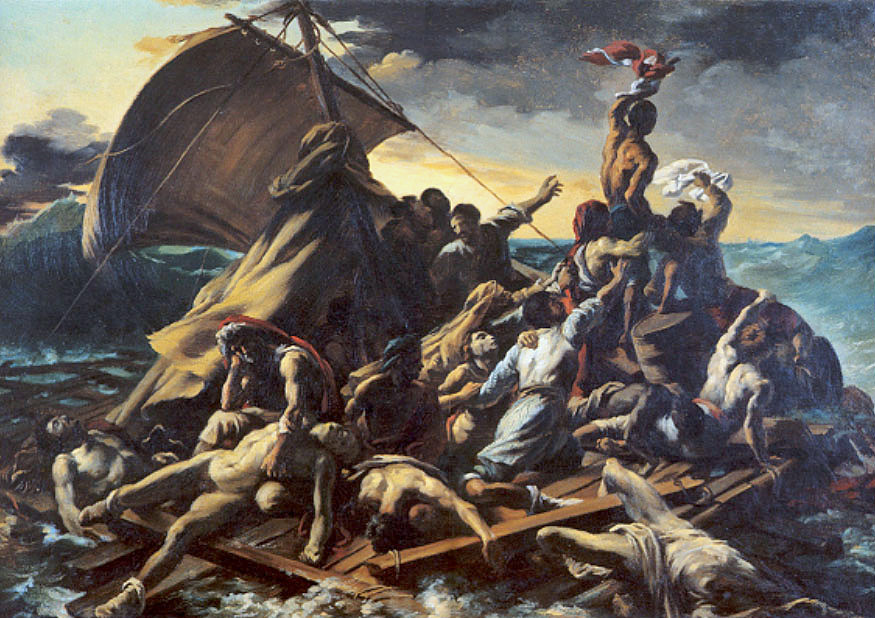
O Naufrágio da Medusa, c. 1857-1858, cópia de original de Théodore Géricault. Museu Victor Meirelles.

Aos 21 anos incompletos, Victor Meirelles desembarcou em Havre, na França, em junho de 1853. Passou brevemente por Paris e em seguida estabeleceu-se em Roma, seu destino original. Lá conheceu dois outros alunos da Academia que também faziam seu aperfeiçoamento, Agostinho da Motta e Jean Leon Pallière, que o introduziram no ambiente artístico da cidade e o orientaram sobre quais mestres deveria procurar. A princípio entrou na classe de Tommaso Minardi, que, a despeito de sua fama, seguia um método austero demais, onde os alunos permaneciam excessivamente subordinados aos preceitos, sem oportunidade de desenvolverem ideias próprias. Então abandonou a classe e se matriculou no ateliê de Nicola Consoni [en], membro da Academia de São Lucas. Consoni também era rigoroso, mas Meirelles aproveitou bem as sessões de modelo vivo, imprescindíveis para o refinamento do desenho anatômico da figura humana, elemento essencial no gênero da pintura histórica, o mais prestigiado no sistema acadêmico. Paralelamente, exercitava-se na aquarela e entrava em contato com o vasto acervo de arte antiga da capital italiana. Numa segunda etapa, transferiu-se para Florença, conhecendo os museus locais e sendo fortemente impressionado pela arte de Veronese. Como estudo copiou obras do mestre, bem como de outras figuras destacadas, como Ticiano, Tintoretto e Lorenzo Lotto. Como era exigido pela Academia, regularmente enviava para o Brasil suas obras e cópias como prova de seu progresso. Seu rendimento era tão bom que o governo brasileiro decidiu renovar em 1856 sua bolsa de estudos por mais três anos, além de indicar ao artista uma lista de novos estudos específicos que ele deveria cumprir.
Desta forma, em 1856 seguiu para Milão e logo depois para Paris. Tentou, segundo recomendação de Araújo Porto-Alegre, na época diretor da Academia e seu principal mentor, ser admitido como aluno de Paul Delaroche, mas o mestre repentinamente faleceu. Assim precisou buscar outra orientação, encontrando-a em Léon Cogniet, pintor romântico igualmente celebrado, membro da Escola de Belas Artes de Paris e uma referência para os estrangeiros que iam estudar na Europa. Em seguida estudou com André Gastaldi, que possuía quase a mesma idade que Meirelles, mas que tinha uma visão mais avançada sobre a arte e lhe deu importante instrução sobre cores. Sua rotina, segundo relatos, era quase monástica, dedicando-se integralmente à arte, e novamente seus estudos foram considerados tão bons que sua bolsa de estudos foi prorrogada outra vez, por mais dois anos. Nesta época sua produção era numerosa, destacando-se entre todas suas obras A Primeira Missa no Brasil, executada entre 1858 e 1861, que lhe valeu espaço e elogios no prestigioso Salão de Paris de 1861, um feito inédito para artistas brasileiros que repercutiu muito positivamente em sua terra.

### Retorno ao Brasil e consagração
No mesmo ano sua bolsa terminou e ele teve de retornar, já festejado como um gênio. Expôs a Primeira Missa e entre muitas homenagens recebeu do Imperador D. Pedro II a Imperial Ordem da Rosa no grau de cavaleiro. Logo depois viajou para Santa Catarina para visitar sua mãe — o pai falecera enquanto ele estava na Europa. Permaneceu algum tempo ali e retornou ao Rio, onde foi nomeado Professor Honorário da Academia, sendo promovido pouco depois para Professor Interino, e mais tarde assumindo como Titular de pintura histórica. Testemunhos de alunos declaram seu respeito pelo artista, atestando o seu caráter impecável e sua enorme dedicação à docência, sendo considerado um professor atencioso, paciente e verdadeiramente interessado no progresso de seus discípulos. Sua fama se consolidou e desta época é a Moema, uma das mais conhecidas obras do indianismo brasileiro, mas que em sua primeira exposição não atraiu interesse. Não obstante, recebeu encomendas da família imperial, pintando o Casamento da Princesa Isabel e um retrato do Imperador em 1864, além de retratos de membros da nobreza e de políticos. Em 1864 recebeu o hábito da Ordem de Cristo. Tornou-se conhecido também pela sua devoção às causas nacionais, e por isso foi contratado em 1868 pelo governo para realizar pinturas sobre a Guerra do Paraguai, que estava em pleno andamento, num contrato que ao mesmo tempo o honrava e lhe dava boa remuneração.

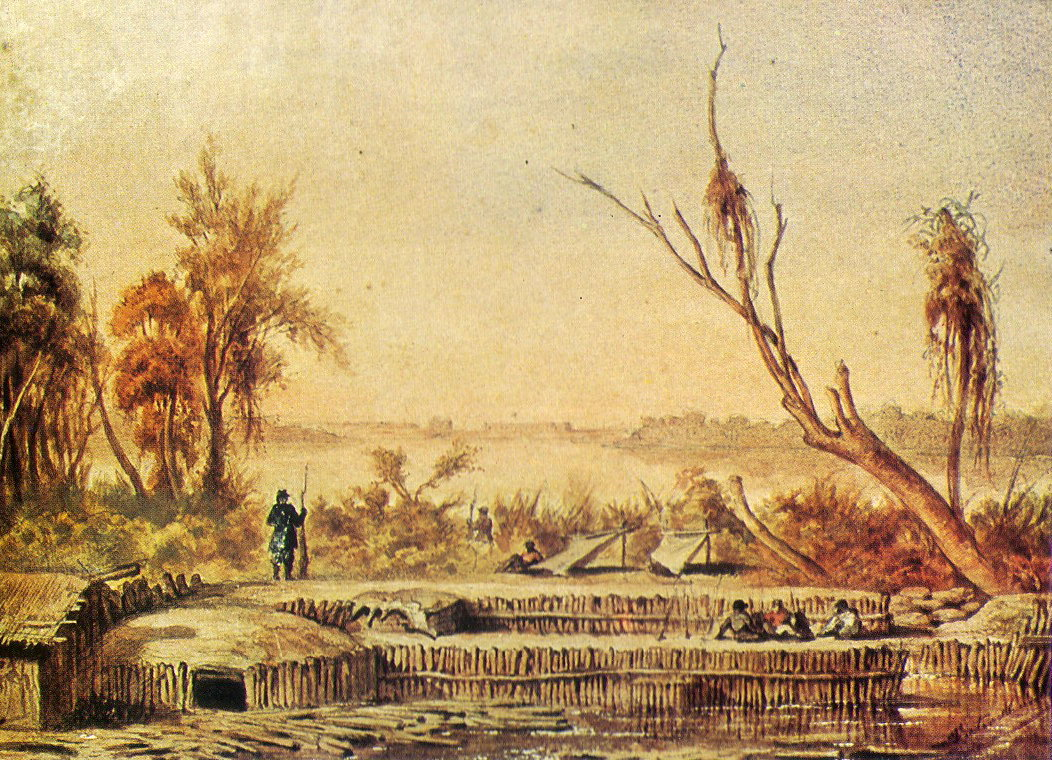
Aspecto da Guerra do Paraguai, aquarela, c. 1868-1870. Pinacoteca do Estado de São Paulo.

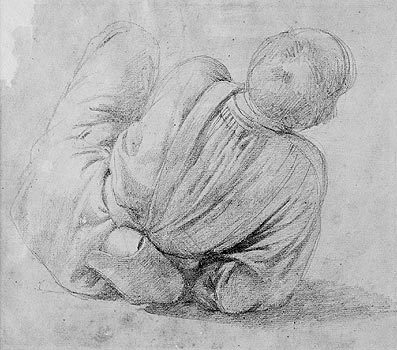
Estudo para o Combate Naval do Riachuelo, Museu Victor Meirelles.

Imediatamente Meirelles deslocou-se para a região do conflito para colher impressões da paisagem e do ambiente militar. Instalou um atelier a bordo do navio Brasil, a capitânia da frota brasileira, e ali passou meses elaborando esboços para suas obras. Voltando ao Rio, ocupou um espaço no Convento de Santo Antônio, que transformou em atelier, e meteu-se ao trabalho afincadamente, isolando-se do mundo. Desse esforço resultaram duas de suas obras mais importantes, ambas de grandes dimensões: a Passagem de Humaitá e o Combate Naval de Riachuelo. Enquanto estava nesses trabalhos recebeu a visita da família imperial, com quem mantinha contato, o que resultou em novas pinturas e no envio do Combate Naval para representar o Brasil em uma feira internacional promovida nos Estados Unidos. No retorno da exposição a obra foi estragada.
Em 1871 pintou o Juramento da Princesa Regente, no ano seguinte foi nomeado comendador da Ordem da Rosa, e em 1875 iniciou os esboços para uma outra grande obra histórica, a Batalha dos Guararapes, aceitando um projeto que fora recusado por Pedro Américo, que preferiu trabalhar sobre a Batalha de Avaí. Como fizera antes, deslocou-se à região onde ocorrera o conflito para conceber a composição com maior verdade. As duas batalhas foram expostas no Salão de 1879, recebendo ambos os artistas o Grande Prêmio e o título de dignitários da Ordem da Rosa, mas desencadearam a maior polêmica estética que até então se travou no Brasil. Enquanto uns reconheciam as suas habilidades superlativas, saudando-os como gênios e heróis, outros os acusavam de plágio e de passadismo. Ao mesmo tempo, formaram-se dois partidos, um apoiando Meirelles e outro Américo, na disputa sobre qual das batalhas era mais perfeita. O público leigo também se engajou e a discussão tomou os jornais e revistas durante meses, mas a despeito de receber muito aplauso, as também numerosas críticas o abateram profundamente, jogando-o num estado de melancolia que, entre altos e baixos, aparentemente o acompanharia até o final da vida.
Em 1883 estava de novo na Europa, onde fez uma nova versão do Combate Naval de Riachuelo, que se perdera, e na Bélgica iniciou, em 1885, a execução do Panorama do Rio de Janeiro, uma vista tomada a partir do morro de Santo Antônio. Para isso, contou com a ajuda do belga Henri Langerock, fundando com ele uma empresa de panoramas, um gênero que se tornava rapidamente popular em várias técnicas e podia significar um bom lucro para os artistas através da cobrança de ingressos para visitação. Em 1887 a pintura foi exposta em Bruxelas, fazendo uso de um cilindro giratório que permitia aos espectadores contemplar as vistas em 360 graus. A obra foi inaugurada em presença da família real da Bélgica e grande corpo de nobres e autoridades, sendo visitada por cerca de 50 mil pessoas, com grande repercussão na imprensa. A esta altura estava desfeita sua sociedade com Langerock, que o processou por supostas perdas financeiras, mas o caso foi decidido a favor de Meirelles. Em 1889 o panorama foi exposto na Exposição Universal de Paris, onde recebeu medalha de ouro e mais elogios da imprensa e do público, mas por falha na programação do evento e pela competição de muitas outras atrações, inclusive panoramas de outros artistas, sua visitação foi pouco expressiva.

### Anos finais
Em 1889, com a Proclamação da República, veio a perseguição política aos artistas oficiais da Monarquia e em 1890 foi demitido precocemente da Academia Imperial, agora transformada em Escola Nacional de Belas Artes. Com apenas 57 anos de idade, alegou-se que estava velho demais. Por um ano conseguiu colocação como professor no Liceu de Artes e Ofícios, mas a partir de 1891, outra vez desempregado, instalou seu Panorama do Rio em uma rotunda especialmente construída para ele no largo do Paço Imperial, onde cobrava mil réis por visitante. Segundo notícias da época, em seu primeiro ano de exibição a obra foi visitada por cerca de 70 mil pessoas, mas isso pode ser exagero publicitário. Pouco mais tarde franqueou o acesso aos escolares e ofereceu detalhados materiais didáticos complementares à obra, preocupado com a boa educação da população. Em 1893 o governo enviou uma representação para a Exposição Universal de Chicago, onde a Primeira Missa e o Panorama do Rio foram exibidos com grande sucesso. No mesmo ano fundou uma escola de pintura com Décio Villares e Eduardo de Sá, mas as aulas encerraram após alguns meses.

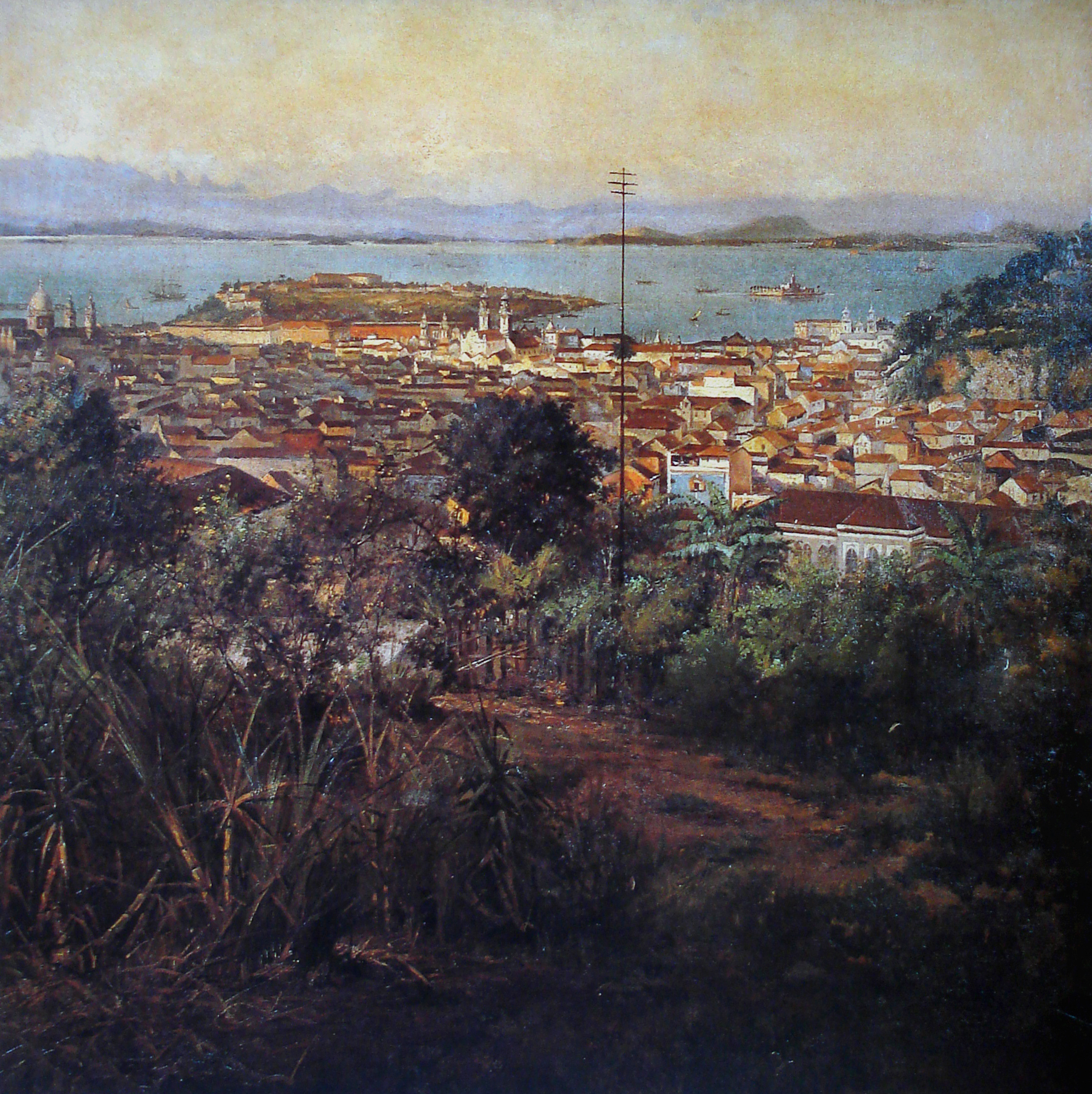
Estudo para o Panorama do Rio de Janeiro - Ilha das Cobras e Morro de Santo Antônio, c. 1885. Museu Nacional de Belas Artes.

Sua segunda composição panorâmica apareceu em 1896, uma vasta paisagem de 115 metros de largura por 14,5 de altura, representando a entrada da Esquadra Legal na baía de Guanabara, um episódio da Revolta da Armada de 1894, que realizou praticamente sem auxílio nenhum, num esforço monumental, e quase sem auxílio também para as tarefas administrativas de exposição, os contatos, as buscas de patrocínio. Sem trabalho fixo, cansado e vivendo basicamente da renda das visitações aos panoramas, quando o governo exigiu, em 1898, que ele desmontasse a rotunda, ficou em sérias dificuldades financeiras, sobrevivendo da ajuda de amigos. Em 1900 seu Panorama do Descobrimento do Brasil, ainda incompleto, foi exibido na mostra do IV Centenário do Descobrimento, como a última tentativa de reavivar sua carreira, como referiu Mário Coelho. A mostra foi inaugurada em presença do presidente Campos Salles, que qualificou a obra como extraordinária, mas sua estrela já se apagava. Montou outro pavilhão de exibição numa chácara do antigo Seminário de São José, nos fundos do Convento do Carmo, mas os panoramas já não eram novidade e atraíam cada vez menos gente. Ainda alimentava a ideia de voltar a expô-los na Europa, procurando interessar o governo, mas o plano não deu em nada. O artista acabou doando essas grandes pinturas ao Museu Nacional, bem como muitos desenhos e estudos, mas elas se estragaram e foram perdidas anos mais tarde por negligência da instituição.
Desencantado, pobre e abandonado, na manhã de um domingo de carnaval, em 22 de fevereiro de 1903, Victor Meirelles morreu aos 71 anos, na casa simples onde vivia. O artista era casado com Rosália Fraga, que já tinha um filho de união anterior, a quem ele adotou, mas não deixou descendência direta e sobre sua vida privada nada se sabe. Sua viúva doou seu espólio à Escola Nacional de Belas Artes, que realizou uma exposição póstuma em sua homenagem. A viúva faleceu pouco depois, ainda no mesmo ano.
Segundo seu biógrafo Carlos Rubens, pouco antes de morrer Meirelles teria dito a um amigo e antigo discípulo que se tivesse outra chance faria sua vida tomar outros caminhos, ao que o amigo respondeu: "E que outros caminhos levariam o senhor à Primeira Missa?" Como a História mostra, sua fama atual repousa principalmente nesta grande composição.

## Obra

### Contexto e estilo

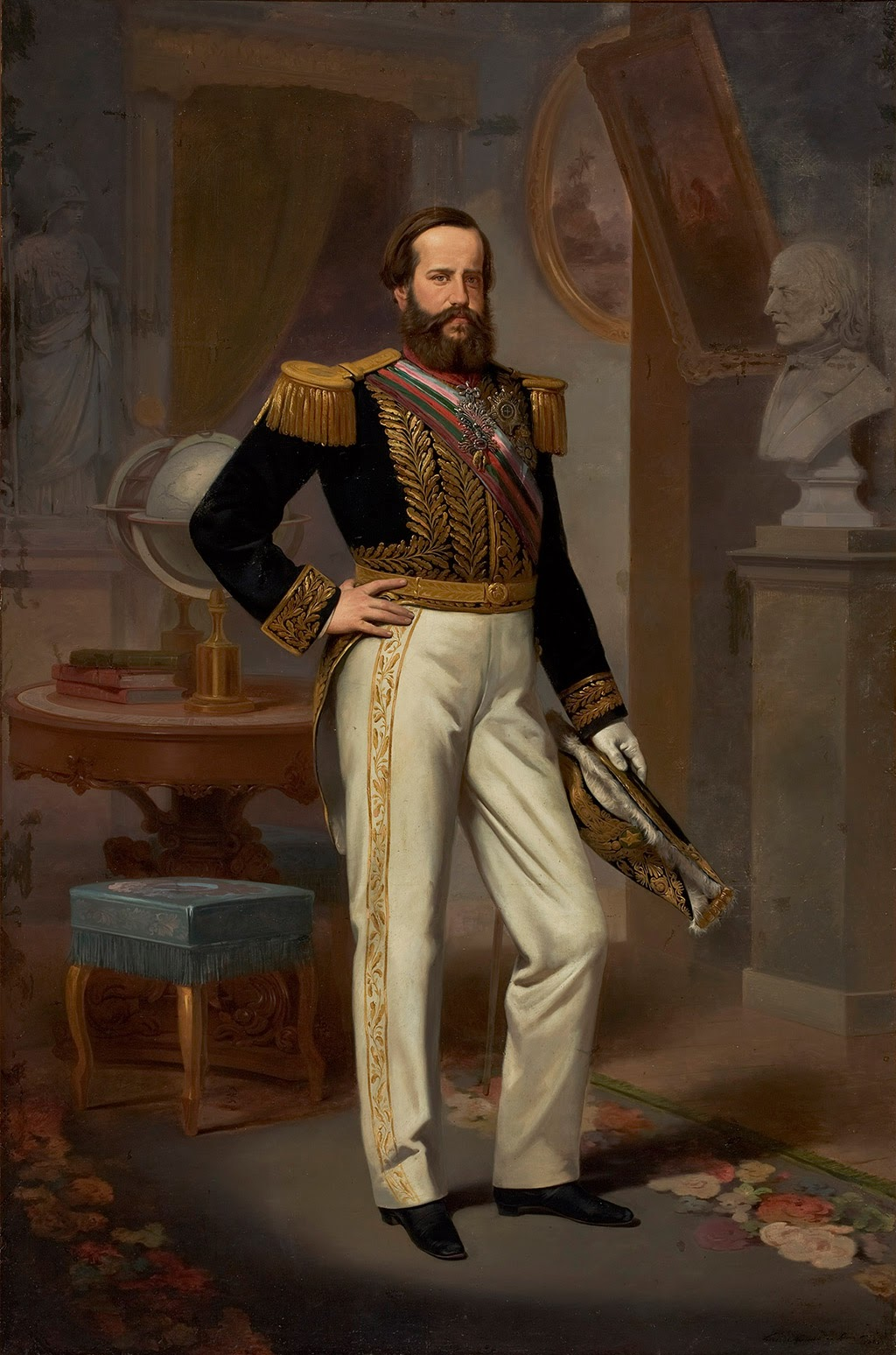
Retrato de Dom Pedro II, 1864. Museu de Arte de São Paulo.

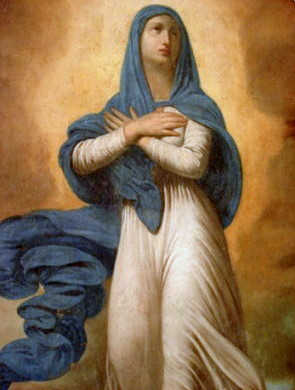
Nossa Senhora da Conceição, 1856. Igreja Matriz Santo Antônio dos Anjos, Laguna/SC.

Victor Meirelles floresceu num momento crítico da história nacional. Independente há poucos anos, o país buscava consolidar sua posição entre as grandes nações através de um programa de modernização, onde era óbvia uma motivação nacionalista e onde o apoio às artes era indispensável como testemunho e propaganda do avanço conquistado como civilização culta e como potência militar regional. Mas na época não havia ainda sido formado um imaginário simbólico capaz de agregar as forças do povo e das elites em torno de um sentimento de identidade nacional. Nesta construção, que foi habilmente orquestrada pelo governo, a atuação de pintores como Victor Meirelles foi fundamental.
A Academia Imperial, onde Meirelles se educou, foi um dos braços executivos desse programa civilizatório, que buscava também um afastamento da lembrança dos tempos coloniais sob o jugo português através da filiação a outros modelos de cultura, como a França e a Itália, para onde os pensionistas se dirigiam em seu aperfeiçoamento. Ao mesmo tempo em que, em termos culturais, a dependência da inspiração estrangeira permanecia inescapável, elementos tipicamente brasileiros antes renegados, como o índio, passavam a ser reintegrados, enaltecidos e mesclados aos referenciais europeus como parte das raízes locais necessárias à legitimação da cultura nacional, numa síntese não desprovida de contradições. Diz Teresinha Franz:
"Não havia uma consciência clara das dificuldades de transpor para o Brasil, um país em formação, modelos importados de países como a França. O Brasil era constituído de uma sociedade cultural e artisticamente pouco complexa, cuja elite intelectual, seduzida pela cultura europeia, não podia perceber até que ponto era problemático para esta cultura criar raízes e se desenvolver livremente em uma sociedade ainda em crescimento".
Sintomáticas da intencionalidade e, de certa forma, artificialidade, desse nacionalismo inventado pelas elites, foram as circunstâncias da elaboração da primeira obra-prima de Victor Meirelles, a Primeira Missa no Brasil. Durante sua criação Meirelles manteve contato por correspondência com o então diretor da Academia, Manuel de Araújo Porto-Alegre, que servia como porta-voz da ideologia oficial e conduzia o trabalho do pintor em vários aspectos, o que de resto aconteceu durante todo o seu período de estudante. E foi na Biblioteca de Sainte-Geneviève, em Paris, que ele encontrou material para estudo sobre o índio brasileiro, e não no Brasil, onde os índios há muito haviam sido impelidos para regiões remotas, dizimados ou aculturados. Lá ele estudou a documentação e os registros etnográficos sobre os nativos deixados pelos naturalistas, e foi lá que teve contato com a Carta a El Rei D. Manuel de Pero Vaz de Caminha, que lhe inspiraria o pano de fundo para sua criação.
Victor Meirelles desenvolveu um estilo eclético, e tem sido difícil para a crítica recente entrar em acordo sobre sua caracterização exata. Em seu período de estudos entrou em contato com toda a grande tradição de pintura do Ocidente, absorvendo referenciais do Renascimento, onde se incluíam por exemplo Rafael e o cavalier d'Arpino, do Barroco de Ticiano e Tintoretto, de neoclássicos e românticos como Cogniet, Vernet, Delaroche, Delacroix. De todas essas escolas Meirelles recolheu subsídios para a formação de seu estilo pessoal. Uma influência especialmente significativa no sentido idealista, em seu período de formação, foi o contato com a produção do grupo dos nazarenos, através de Johann Friedrich Overbeck e dos seus professores Tommaso Minardi e Nicola Consoni. Os Nazarenos advogavam uma postura de pureza expressa em uma vida exemplar e em uma pintura focada em temas nobres, onde a religião tinha um papel central. Meirelles não se tornou célebre por suas obras religiosas, que são poucas, conservadoras e de importância secundária, e mesmo que pessoalmente fosse um católico devoto, estava artisticamente comprometido com a proposta de uma sociedade laica e progressista, onde a arte tinha um importante papel cívico e pedagógico a cumprir, mas os ideais de pureza, vida ilibada e trabalho árduo e honesto do grupo deixaram suas marcas na personalidade e na obra do pintor brasileiro.
O seu classicismo se observa na harmonia geral das composições, em seu caráter plácido, na sua interpretação da natureza carregada de poesia, e mesmo quando se tratam de batalhas a impressão de movimento e violência, que seria esperada para tal tema, fica em segundo plano, e o que ressalta é a organização equilibrada do conjunto, como o autor mesmo reconhecia, anulando em grande medida o efeito de drama. É significativo que o artista tenha aproveitado bem poucos dos seus numerosos esboços retratando os aspectos mais violentos e desoladores das batalhas quando elaborou as obras definitivas, mas uma peça como a Passagem de Humaitá dificilmente poderia ser encaixada no perfil clássico, com uma dramaticidade assinalada por vários autores, como Carlos Rubens, que a considerou verdadeira visão do inferno. Mesmo o Combate Naval do Riachuelo, que se distancia muito da outra no aspecto dramático, foi chamada de "alegoria fantasmagórica" por Mário César Coelho.

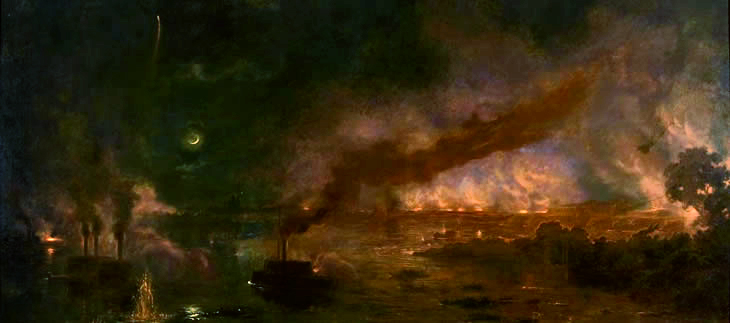
Detalhe da Passagem de Humaitá, 1868-72. Museu Histórico Nacional.

Em seu tempo o Brasil recém emergia da tradição barroca, que ainda se mantinha viva em diversos locais, mas que desde o início do século XIX, sob o influxo da vanguarda neoclássica patrocinada pela corte portuguesa e pela Missão Francesa, já era considerada ultrapassada pela elite. Mesmo dando enorme importância aos princípios clássicos, o modo como organizava suas composições, com grupos formando opostos dinâmicos, e o tratamento basicamente pictórico e não gráfico da pintura, seu gosto por efeitos de luz, esfumados e "atmosfera", o aproximam da produção barroca e romântica. As obras que copiou em sua fase de estudos eram basicamente de mestres dessas escolas. Esta dialética era muito antiga, estava presente no seio das academias europeias desde o século XVII, quando surgiu a disputa entre os rubenistas e os poussinistas, que defendiam a supremacia, respectivamente, da cor sobre o desenho, e do desenho sobre a cor. Subentendia-se nesta disputa o primado da razão, da ortodoxia e da pureza do espírito, simbolizadas pelo desenho, ou o da emoção, da intuição irracional e do sensualismo, simbolizados pela cor, o que trazia importantes associações morais no contexto da época. A polêmica, de fato, jamais se resolveu. Para especialistas como Mario Barata e Lilia Schwarcz sua produção se insere mais corretamente dentro do romantismo eclético típico da segunda metade do século XIX, com suas associações patrióticas e idealistas e certo sentimentalismo, tendência que predominou no período da maturidade de D. Pedro II, e que coincidiu com o apogeu do academismo nacional. Mas Jorge Coli, falando ao mesmo tempo de Meirelles e de Pedro Américo, faz pertinente observação:
"Vale mais, portanto, colocar de lado as noções e interrogar as obras. É evidentemente mais difícil. Se eu digo 'Victor Meirelles é romântico' ou 'Pedro Américo é acadêmico', projeto sobre eles conhecimentos, critérios e preconceitos que dão segurança ao meu espírito. Se me dirijo diretamente às telas, de modo honesto e cuidadoso, percebo que elas escapam continuamente àquilo que eu supunha ser a própria natureza delas e, o que é pior, fogem para regiões ignotas, não submetidas ao controle do meu saber. Assim, ao invés de discutir se Meirelles ou Américo são ou não são clássicos, são ou não são românticos, são ou não são pré-modernos – o que me coloca em parâmetros seguros e confortáveis, mas profundamente limitados – é preferível tomar esses quadros como projetos complexos, com exigências especificas muitas vezes inesperadas".
De qualquer forma, o sistema acadêmico tinha a referência clássica como central em seu corpo ideológico e em sua metodologia de ensino, e representou uma tentativa notavelmente bem sucedida de formular uma teoria em que a arte era uma encarnação dos princípios ideais da Beleza, da Verdade e do Bem, destinada a ser um instrumento poderoso de educação pública e reforma social. Não por acaso o programa acadêmico foi sistematicamente apoiado e decisivamente conduzido por todos os Estados em que floresceu, como foi o caso do Brasil.

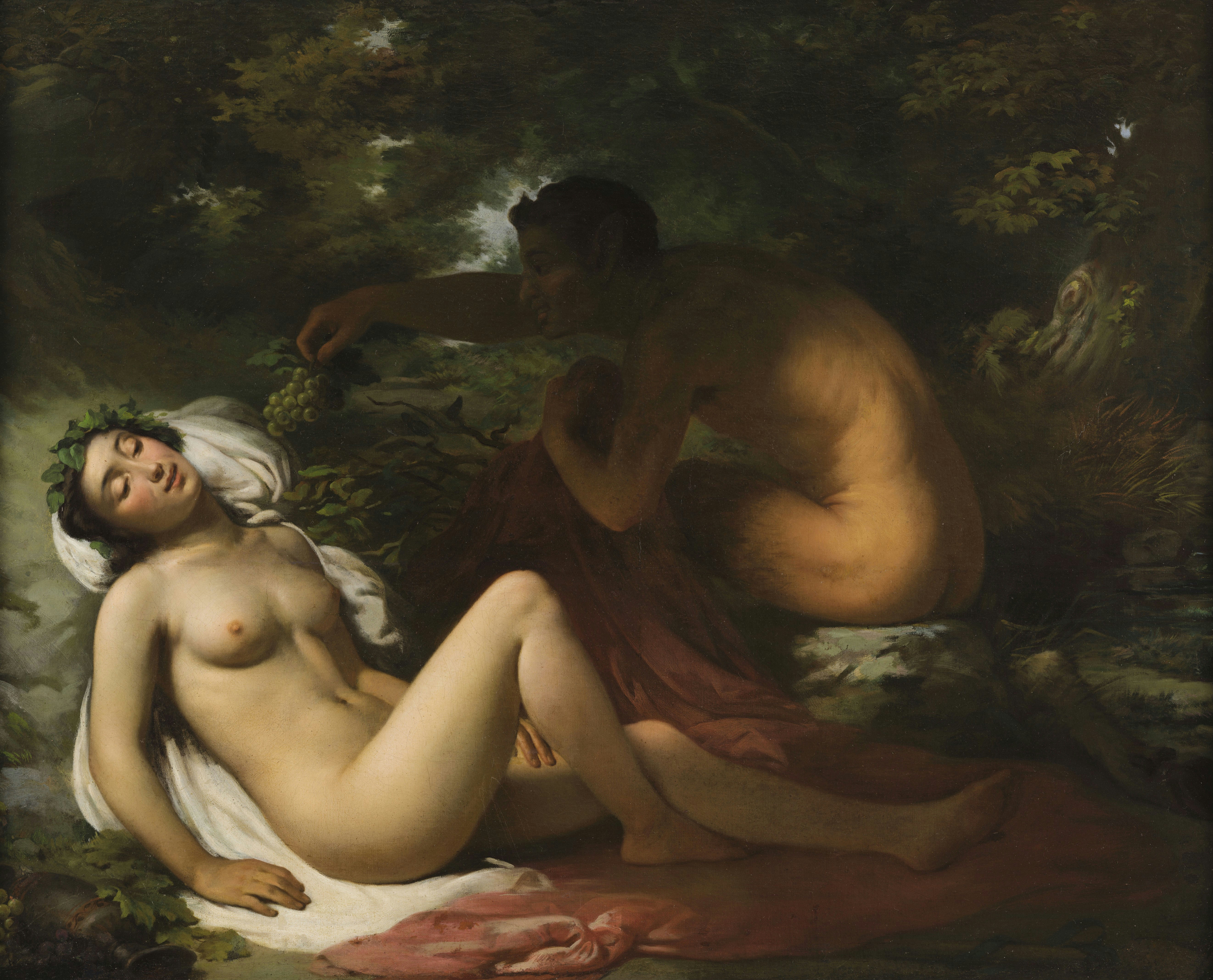
Bacante, 1857-58. Museu Nacional de Belas Artes.

Gonzaga Duque e outros intelectuais de sua época, que advogavam uma arte mais voltada ao realismo e aos temas burgueses desvinculados de uma associação com os interesses do Estado, e que foram duros críticos de vários aspectos da produção de Meirelles e dos acadêmicos em geral, refletem as grandes mudanças pelas quais o Brasil passava. A sociedade e a cultura aceleravam sua atualização em muitos outros aspectos, surgia a indústria do entretenimento, a tecnologia, a ciência e a liberdade de pensamento estavam em ascensão, a burguesia se tornava um mercado de crescente importância e abandonava o papel de recipiente passivo das lições das autoridades estéticas, fazendo seus gostos prevalecerem em um ambiente cada vez mais dominado por preferências pessoais. A mudança social repercutiria nas artes como o movimento modernista, cujos princípios eram muito opostos aos acadêmicos. As acusações de plágio levantadas contra a Batalha de Guararapes e a Primeira Missa são outras evidências de que a tradição acadêmica no país já começava a se desgastar mal havendo se consolidado. Entre os acadêmicos a citação e a paráfrase de obras alheias e o uso de convenções tipológicas e compositivas tradicionais eram elementos não só aceitáveis mas até esperados na constituição de uma obra de arte que merecesse tal nome, atestando a formação erudita do artista e o seu reconhecimento da autoridade dos mestres. De fato, no sistema acadêmico a cópia de obras de mestres consagrados do passado e do presente era parte essencial do treinamento, e Meirelles deixou muitas nesta categoria. No geral ele não criou uma linguagem nova, e seu sucesso como criador de símbolos válidos até hoje é a marca de sua originalidade usando recursos tradicionais.
O academismo brasileiro não se furtou a absorver também elementos do realismo, em seu amor ao detalhe preciso. As obras de Meirelles, especialmente em sua fase final, revelam forte influência desta corrente neste aspecto. Nesta fase compôs seus panoramas, as obras mais importantes do período, e as que mais o aproximam do universo moderno, tanto no gênero como nas técnicas de criação e exposição, e em seus propósitos comerciais, publicitários e educativos.

### Principais trabalhos

#### Primeira Missa no Brasil
Primeira das grandes composições de Victor Meirelles, a Primeira Missa no Brasil permanece como a mais afamada e significativa obra em toda a sua produção. Pintada em Paris entre 1858 e 1861, durante sua segunda temporada de estudos como bolsista da Academia Imperial, tem a dimensão de 2,70 x 3,57 metros excluindo a moldura. A obra lhe valeu o reconhecimento no prestigiado Salão de Paris de 1861 e a consagração em sua terra, sendo condecorado como cavaleiro da Ordem da Rosa por D. Pedro II. Em 1876 foi levada para a Exposição Universal de Filadélfia, nos Estados Unidos. Por causa de problemas na viagem de volta, a tela precisou passar por um restauro já em 1878, tendo sido deteriorada pela entrada de água nos porões do navio onde fora depositada. Em 1921, por ocasião da exposição comemorativa do centenário da Independência, se encontrava em tão mau estado que precisou ser reentelada. Outros restauros aconteceram em 1969 e 2000.
A obra é um resultado direto do programa nacionalista, educativo e civilizatório de D. Pedro II, que entre outros objetivos visava através das artes plásticas reconstruir visualmente momentos marcantes da história brasileira, servindo para a cristalização de uma identidade nacional e como um cartão de visitas para afirmar o Brasil entre as nações progressistas do mundo. Para sua realização teve constante aconselhamento de Araújo Porto-Alegre, diretor da Academia Imperial, bem como de Ferdinand Denis, diretor da Biblioteca de Sainte-Geneviève de Paris, onde pesquisou a iconografia referente aos indígenas, além de provavelmente inspirar-se para a cena central na Première messe en Kabyli (1853) do pintor francês Horace Vernet, e na Une messe au Louvre pendant la Terreur (1847), de Marius Granet. A pintura ilustra um acontecimento que teria ocorrido em 26 de abril de 1500, quando Pedro Álvares Cabral mandou rezar uma missa para marcar simbolicamente a tomada de posse da Terra de Vera Cruz para a Coroa Portuguesa e a implantação da fé católica.

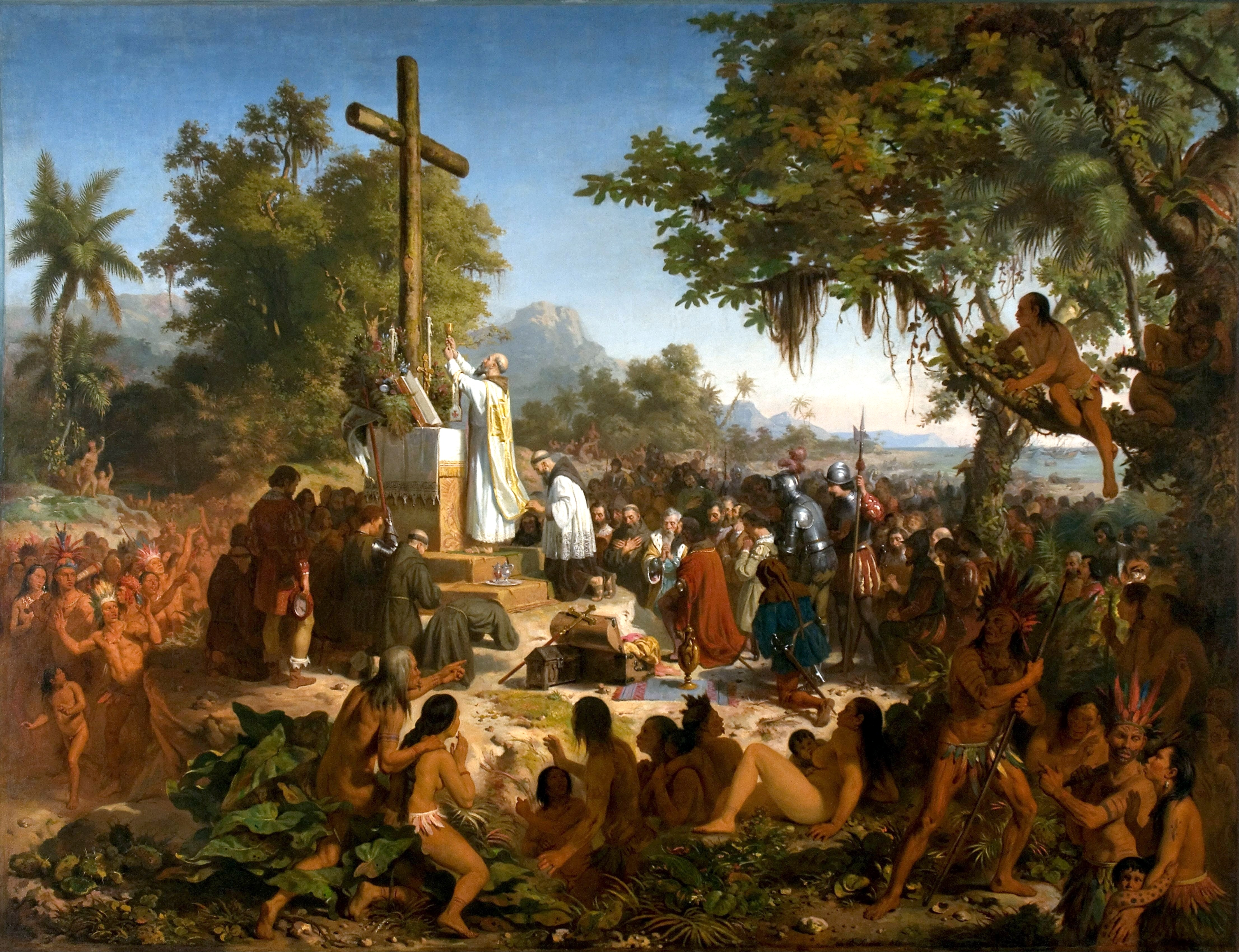
A Primeira Missa no Brasil, 1861. Museu Nacional de Belas Artes.

A composição se organiza em torno do altar, dominando por uma grande cruz de madeira tosca, onde o frei Henrique de Coimbra eleva o cálice para consagração. Em seu redor os portugueses se ajoelham, reverentes, enquanto, um pouco mais afastada, uma multidão de índios assiste à cena com interesse. O pintor remete-se fortemente à descrição que consta na Carta de Pero Vaz de Caminha, reproduzindo inclusive a figura de um índio mais idoso, que falando aos outros de sua tribo “acenou com o dedo para o altar, e depois mostrou o dedo para o céu, como quem dizia alguma coisa de bem, e nós assim o tomamos”. Gonzaga Duque, que foi um acerbo crítico de certos aspectos da obra de Meirelles, que considerava antiquados ou inadequados aos temas que representou, referiu-se a esta obra positivamente: "Produzindo a Primeira Missa Vítor alcançou um verdadeiro trunfo porque escolheu assunto simpático às suas ideias e de acordo com as suas convicções íntimas". E fez uma observação que seria depois repetida por outros críticos, assinalando o seu sucesso na representação da cena de uma forma que se fixou como a imagem definitiva e verdadeira do evento: "A primeira missa não podia ser senão aquilo que ali está".
Para Coli (1998) e Paiva (2004), a composição retrata idealmente uma “verdade desejada", de acordo com o programa imperial, mostrando um pacífico encontro de duas culturas diferentes, uma "verdade" que a História se encarregaria de contradizer, considerando o massacre a que os índios brasileiros foram submetidos pelos colonizadores nos séculos seguintes à conquista, fato que o Império e os românticos indianistas da época ignoraram em sua tentativa de resgate artístico e literário da sua dignidade, buscando retratá-los como o "bom selvagem" da tradição iluminista e como um dos elementos formadores da nação, mais um dos vários mitos que foram cultivados naquela época de reconstrução da identidade do Estado e da nação, e que incluíam as ideias de "igualdade de todos os brasileiros, a benevolência, hospitalidade e grandeza do caráter do povo, a grande virtude dos costumes patriarcais, as invulgares qualidades afetivas e morais da mulher brasileira, o alto padrão da civilização brasileira e a privilegiada paz do país num mundo dominado pelas lutas políticas e sociais", como assinalou Antonio Soares Amora. Para Roberta Prestes, "nesta pintura não se encontra apenas um país católico, divino por natureza, mas também uma colonização harmônica, onde portugueses e índios convivem em paz, a mistura das raças é pacífica, sem violência física ou moral, apelando ainda para a fé. Desta forma, o Brasil era acima de tudo homogêneo, coeso, grandioso, católico e harmônico".

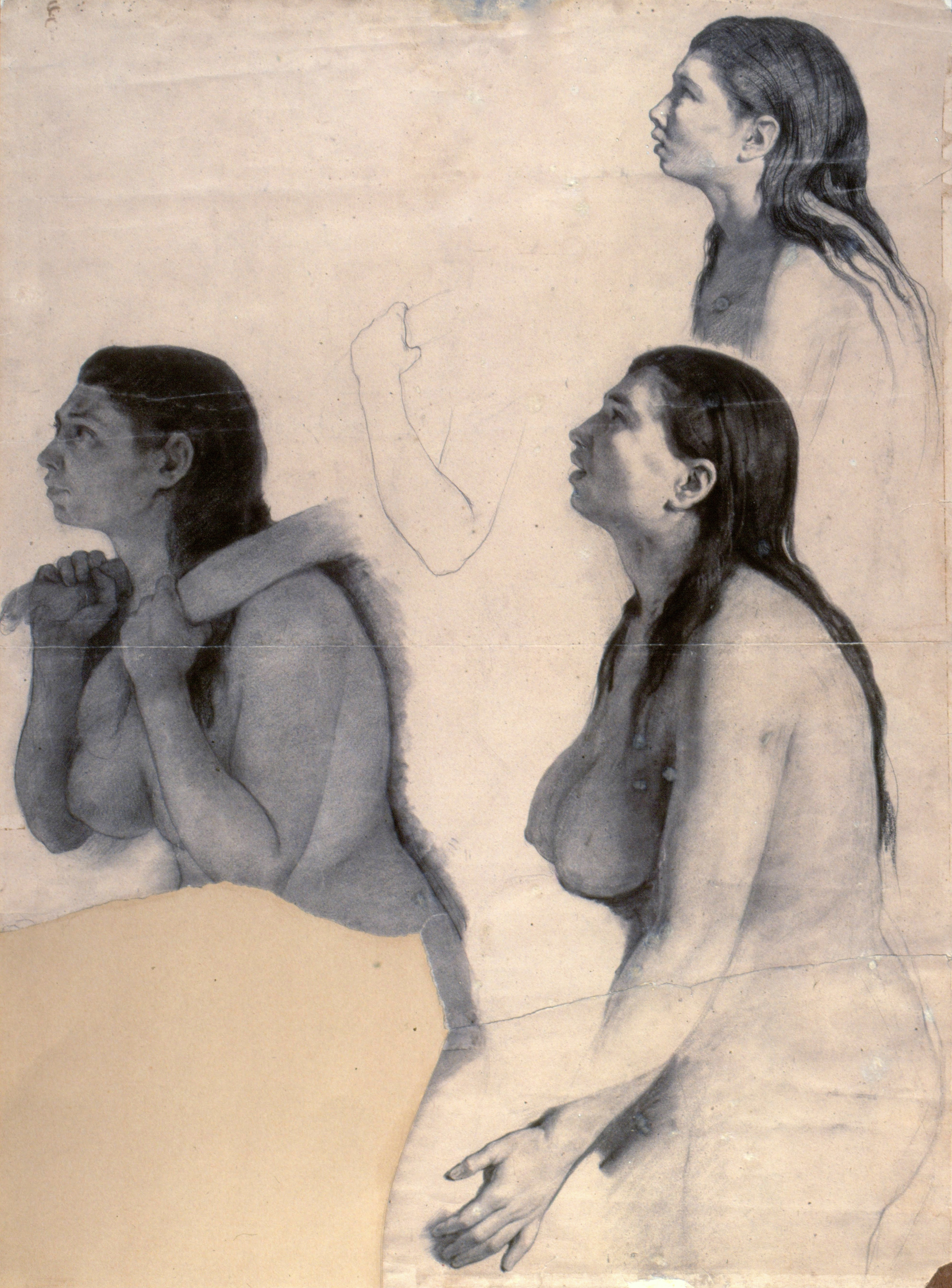
Estudos para A Primeira Missa no Brasil, Museu Nacional de Belas Artes.

A obra vem sendo repetidamente enaltecida pela crítica como uma das mais representativas imagens da pintura brasileira de todos os tempos, uma obra-prima no gênero da pintura histórica, a mais importante das categorias do antigo Academismo, e como um dos mais conhecidos símbolos nacionalistas do país, sendo reproduzida em todos os livros didáticos de História usados no Brasil, em selos, cédulas monetárias, livros de arte, catálogos e revistas. Segundo o historiador Donato Mello Júnior, escrevendo em 1962, "a Primeira Missa no Brasil e O Grito do Ipiranga [de Pedro Américo] são, possivelmente, as telas mais populares do Brasil”, e nas palavras da pesquisadora Maria de Fátima Couto, em artigo de 2008,
"Passados mais de quarenta anos, a afirmação de Donato Mello Júnior ainda soa como verdadeira. Trata-se de fato de duas telas de forte apelo popular, constantemente reproduzidas desde sua realização, e que se tornaram ícones da história nacional. [..] Elas representam igualmente dois grandes momentos da história da arte acadêmica no Brasil. [...] Seus nomes estão intimamente relacionados ao triunfo do gênero 'nobre' da pintura histórica no país não apenas em razão da qualidade inconteste de suas composições e de seu relativo sucesso no exterior – o que provaria a eficácia da Academia brasileira enquanto instituição de ensino –, como também pelo alargamento do debate sobre o papel das artes na educação do povo provocado por seus trabalhos".
Segundo Eliane Pinheiro, "a representação da Primeira Missa no Brasil assegurou o lugar de um dos temas canônicos no século XIX, devido ao fato de que esta iconografia articulou uma simbologia remotamente tecida na cultura brasileira, presente, inclusive, nas próprias concepções históricas. A significação atribuída à pintura coincidiu com uma corrente de interpretações sobre a história nacional, fazendo com que os contemporâneos do pintor a compreendessem como a verdade visual do acontecimento narrado por Caminha". Teresinha Franz, no mesmo sentido, disse que "nela o artista fez mais do que qualquer pessoa isolada poderia fazer: serviu-se das intuições e das realizações dos outros, conjugando-os de uma nova forma, o que lhe permitiu falar em nome de toda uma geração. Essa imagem, ao lado de outros emblemas e símbolos nacionais, vem contribuindo na formação da ideia que temos sobre nós brasileiros, a qual pertence ao campo mítico, silencioso e invisível do mito fundador do Brasil".

#### Moema
Uma extensão da proposta da Primeira Missa é encontrada na Moema, tela pintada em 1866, onde o tema indianista volta à cena ainda mais concentradamente. Moema é um personagem semilendário, integrando as narrativas em torno de Diogo Álvares Correia, o Caramuru. As primeiras narrativas não citam Moema, mas apenas um grupo de índias que por amor a Caramuru se lançaram ao mar em sua partida. Ela surgiu individualizadamente pela primeira vez no Caramuru, Poema Épico do Descobrimento da Bahia, do frei José de Santa Rita Durão, escrito em 1781. A partir daí ela foi tomada por outros literatos como um motivo frequente, alçando-se à posição de símbolo das virtudes morais dos indígenas e em particular de suas heroicas mulheres, sendo também atraente pelo que tinha de pitoresco e exótico, ganhando corpo em especial depois de 1826. Meirelles expandiu o enredo de Durão e mostra Moema morta, trazida à praia pela maré, cena que não consta no poema.

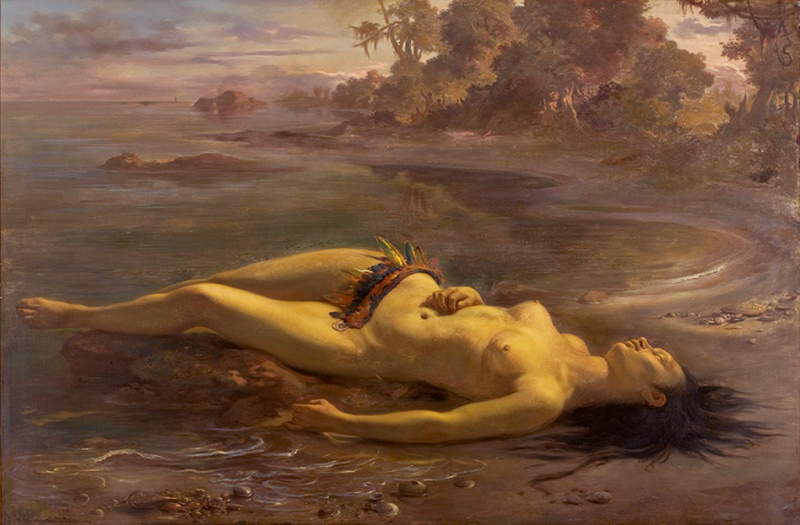
Moema, 1866. Museu de Arte de São Paulo.

Até então Moema fora uma figura da literatura, e Meirelles foi o primeiro a dar-lhe visualidade. Retratou-a nua, apenas com uma tanga de penas a cobrir-lhe o púbis, na tradição dos nus clássicos do gênero heroico, que no seu caso, segundo as intenções do autor, enfatizava o seu martírio por amor, seu heroísmo e sua espiritualidade, muito mais do que a sugestão de sensualidade que sua nudez poderia despertar. Seu corpo tem uma beleza idealizada e estatuesca, contrastando contra a paisagem marítima de fundo, que tem qualidades poéticas e evocativas mais típicas do romantismo. O episódio em si teve forte apelo entre os românticos brasileiros. A obra não parece ter sido fruto de alguma encomenda, e quando foi exposta pela primeira vez, ainda em 1866, embora o tema fosse muito popular, a pintura não teve comprador e chamou atenção apenas de especialistas, sem repercutir na imprensa. O barão Homem de Melo, por exemplo, disse que "tudo neste quadro é claro, simples, sem embaraço. [...] A tela que assim nos arrebata e seduz, resiste à análise crítica a mais exigente, considerando-se a execução artística e as exigências da composição". Gomes dos Santos foi ainda mais veemente e teceu-lhe grandes elogios:
"Obra de maior valor, pois que reúne em grau muito subido todas as qualidades da grande pintura, é a Moema do Sr. Vctor Meirelles de Lima. Desenho, colorido, transparência aérea, efeitos de luz, perspectiva, exata imitação da natureza em seus mais belos aspectos, elevam esta composição magistral à categoria de um original de grande preço. O assunto, todo nacional, é uma das nossas lendas mais tocantes. Diogo, o Caramuru, regressa à Europa em uma nau francesa, levando em sua companhia a esposa mais amada, a formosa Paraguaçu e abandonando a outra, que talvez o amasse mais, a bela Moema. [...] O painel do Sr. Meirelles de Lima representa o final deste drama tão patético, omitido pelo poeta: as ondas restituem à terra o corpo gentil da afortunada [sic] Moema, que repousa sobre a areia de uma praia erma e silenciosa. Tudo neste painel respira melancolia, mas tudo é suave e calmo; o céu límpido e sereno, sereno como o rosto da mulher que sofreu muito, e já se não queixa. Na superfície do mar apenas se entrevê brando movimento, leves crespos de água vêm lentamente, como que receosos, beijar a vítima de tão malfadado amor, que não se atrevem, porém, a fazê-lo, e recuam sem tocá-la; à direita e não longe vê-se um bosquezinho de arbustos com mui pouca espessura, cujos últimos ramos com dificuldade se deixam mover pelo sopro do terral; à esquerda e defronte, o mar tranquilo: a cena é iluminada pela claridade da manhã, tão branda e suave, que se harmoniza com a melancolia geral da composição, e a torna mais sentida. Moema sela a reputação do mestre, que despontara brilhante à sua estreia, na segunda missa celebrada no Brasil".

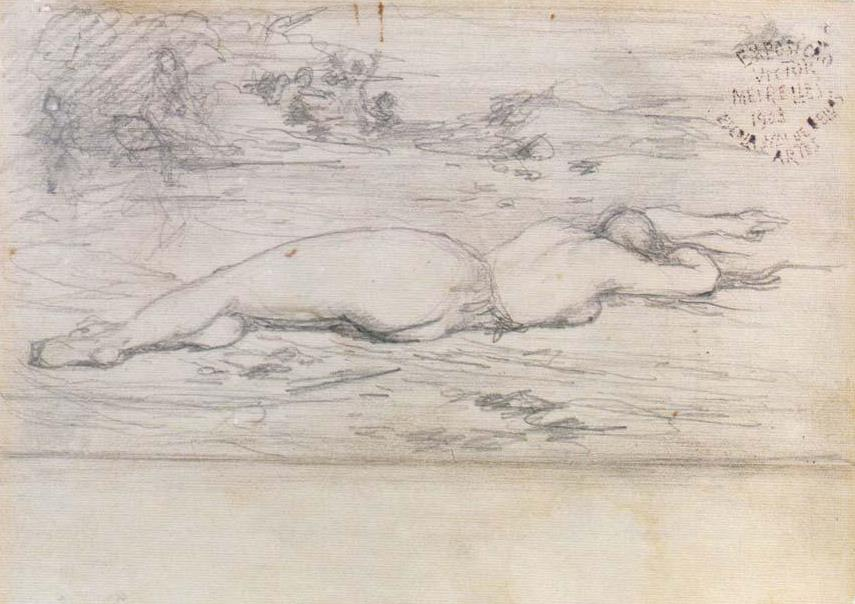
Estudo para Moema. Este estudo foi a primeira concepção da obra, e diverge bastante da pintura final. Museu Nacional de Belas Artes.

Foi exposta outra vez no fim do mesmo ano de 1866 e recebeu alguns bons comentários na imprensa, mas também acusações de plagiar a tela A morte de Virgínia, de Eugène Isabey, acusação logo refutada por Carlos de Laet e pelo próprio Meirelles. Só começou a despertar um interesse maior pela década de 1880, quando Rangel de Sampaio dedicou-lhe um bom espaço no seu livro O quadro da Batalha dos Guararapes seu autor e seus críticos. Até chegar em torno de 1949 ao acervo do Museu de Arte de São Paulo, onde hoje se encontra, passou por uma peregrinação acidentada e chegou a ser dada como perdida.
Apesar da repercussão limitada que a obra colheu em seu tempo, a crítica mais recente a coloca como um dos mais importantes exemplos do indianismo romântico nas artes visuais e um ponto alto na carreira de Meirelles. E assim como a Missa e outras de suas obras, a Moema entrou para a categoria de ícone nacional, foi objeto de várias releituras e tem sido reproduzida em uma infinidade de publicações e livros escolares. Também têm sido trazidas à luz as relações entre a representação do corpo e a paisagem e a possível leitura erotizada da obra. Para Stephanie Bartista, a Moema se inclui numa importante série de nus acadêmicos que "visualizam os discursos sobre o corpo imaginário nesse momento histórico, o do Segundo Império, e assumem um lugar central incorporando utopias, atritos e conflitos de uma jovem nação", inaugurando uma fértil linhagem de representação de nus no Brasil quando este tópico ainda não fora cultivado no país. Ela acrescenta:
"O cadáver monumental num idílio trágico concentra no próprio corpo feminino a busca de uma construção identitária (Migliaccio, 2000, p. 42). História e mito caminham lado a lado, nomeiam a indígena mitificada como 'bom selvagem', com qual a jovem Nação quer fazer as pazes do seu passado (Schwarcz, 1998, p. 148), uma maquiagem da era colonial e novo símbolo do império brasileiro. [...] A cena de um idílio trágico busca uma conciliação harmoniosa entre a forma humana e a paisagem, entre o erotismo e a contemplação da natureza, que de fato transformou-se silenciosamente em destruição, um contraste dramático entre sentimento e história. Migliaccio interpreta a índia que se afogou por amor a um europeu como versão moderna e americana da Vênus que só pode ser fruto de uma história trágica (2000, p. 44), uma heroína que encarna o encontro de civilizações incompatíveis. Assim, segundo o autor, Meirelles consegue concentrar no corpo feminino a reflexão histórica acerca do destino de um povo e de uma cultura. Como elementos constituintes da narração para um texto fundador, Meirelles retoma 'uma heroína ancestral' que gerou um 'mito fundador'." 

#### A Batalha dos Guararapes
A imagem de A Batalha dos Guararapes ilustra um evento histórico ocorrido em 19 de abril de 1648, quando se travou a primeira luta contra a ocupação holandesa no Brasil. Pintada no Rio de Janeiro em 1870, a tela tem uma dimensão de 4,94 x 9,23 metros. Da mesma maneira que a Primeira Missa, a Batalha sintetiza visualmente outro dos mitos fundadores do Brasil, sendo um símbolo da união do branco, do negro e do índio que lutaram nas forças portuguesas contra a opressão estrangeira. Porém, contrastando com a outra, onde o tempo parece suspenso e reina a concórdia, a Batalha é uma cena de conflito e movimento. Não obstante, a cena é clássica em seu senso de equilíbrio das massas, no tratamento linear das figuras, na solidez de sua técnica, na exatidão de suas representações anatômicas e na sua atmosfera geral de harmonia formal, em que pese o tema dramático. O eixo principal da composição se estrutura através dos seus dois principais protagonistas, André Vidal de Negreiros, comandante das forças portuguesas, sobre o cavalo empinado, e o coronel holandês Peter Keewer, já caído ao chão, defendido por um grupo de soldados. Três outras figuras dão sustentação ao conjunto: Henrique Dias, com o escudo no braço esquerdo, com uma silhueta escura na extrema esquerda que se distingue claramente contra o fundo enfumaçado; João Fernandes Vieira, que vem a cavalo logo por trás de André Vidal, brandindo uma espada, e Antônio Dias Cardoso, sargento-mor da Infantaria, fortemente iluminado no segundo plano, correndo a passos largos com sua espada abaixada. No primeiro plano, em tons mais escuros que ressaltam a clareza da cena principal, se agrupam holandeses derrocados e nacionais de pé. Os relativamente poucos personagens retratados não anulam a impressão de uma multidão, pelo hábil emprego das áreas de fumaça, que confundem os limites entre as figuras e a paisagem de fundo. A paleta cromática é muito rica e os tons são bem integrados entre si.

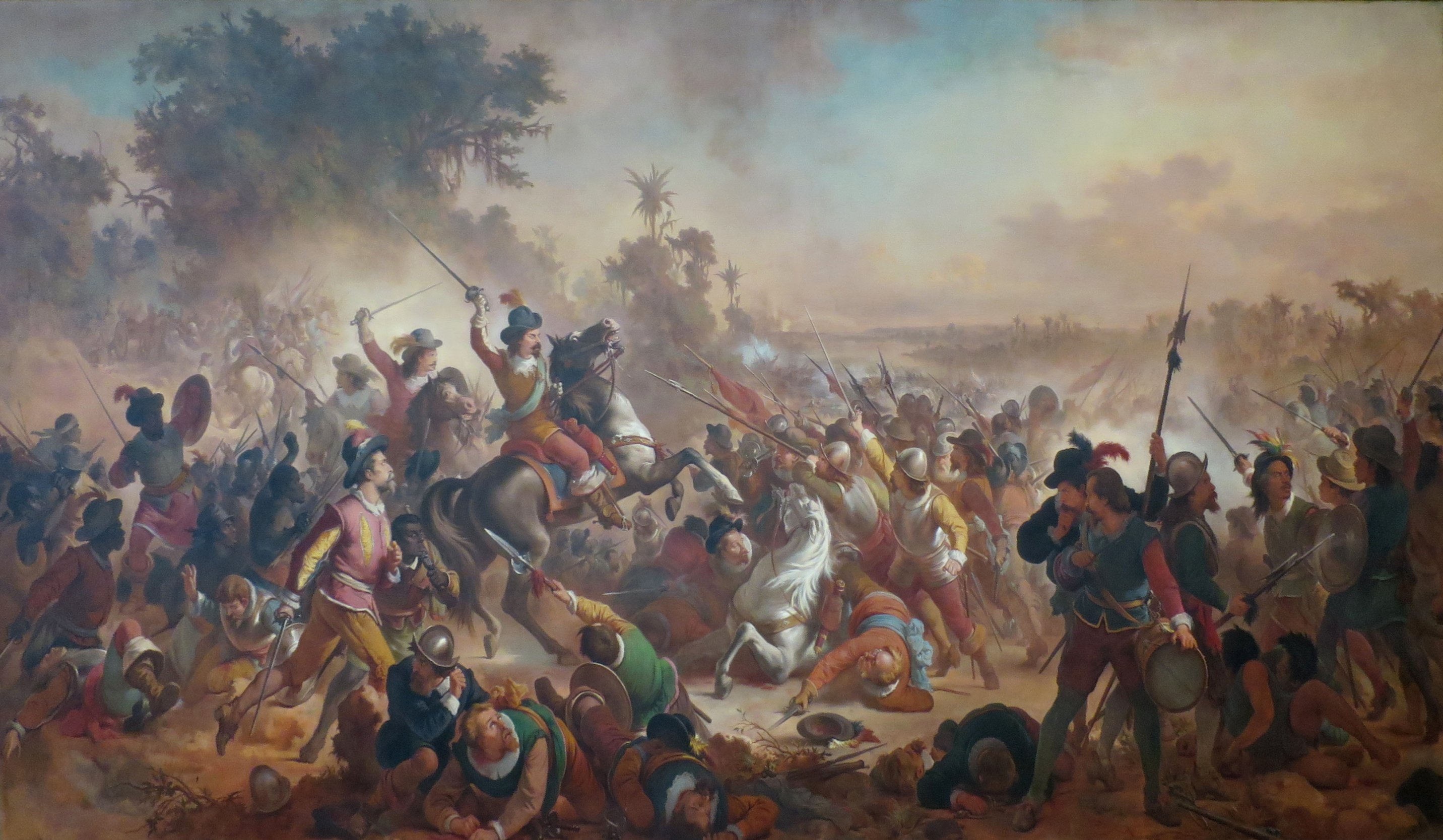
Batalha dos Guararapes, 1879. Museu Nacional de Belas Artes.

A tela foi exposta ao lado da Batalha do Avaí de Pedro Américo, despertando logo uma intensa controvérsia sobre qual das composições era a mais perfeita. A obra de Meirelles recebeu muitos louvores, mas a crítica mais alinhada aos princípios do proto-modernismo a viu como estática e harmoniosa demais para uma cena que esperariam mais cheia de dramaticidade e, portanto, era infiel à realidade. Gonzaga Duque criticou o seu método: "Toda obra produzida por este artista é, pois, uma obra vagarosa, cuidada, caprichada no arabesco, de colorido bem combinado, em suma, correta. Não será, nunca, uma obra extraordinária, opulenta de vigor, audaciosa, sincera, espontânea, vivificada por esse clarão estranho que se intitula gênio. Não, isso nunca". Porém, Meirelles fez sua defesa, onde deixou claros os princípios estéticos e éticos que o norteavam:
"Na representação da Batalha dos Guararapes não tive em vista o fato da batalha no aspecto cruento e feroz propriamente dito. Para mim, a batalha não foi isso, foi um encontro feliz, onde os heróis daquela época se viram todos reunidos. [...] A minha preocupação foi tornar saliente, pelo modo que julguei mais próprio e mais digno, o merecimento respectivo de cada um deles, conforme a importância que se lhes reconhece de direito. Sobre estas bases, a minha composição não podia deixar de ser tratada com simplicidade e nobreza, como era peculiar ao próprio assunto. [...] O movimento na arte de compor um quadro não é, nem pode ser tomado ao sentido que lhe querem dar os nossos críticos. O movimento resulta do contraste das figuras entre si e dos grupos entre uns e outros; desse contraste nas atitudes e na variedade das expressões, assim como também nos efeitos bem calculados das massas de sombra e de luz, pela perfeita inteligência da perspectiva, que, graduando os planos nos dá também a devida proporção entre as figuras em seus diferentes afastamentos, nasce a natureza do movimento, sob o aspecto do verossímil, e não com o cunho do delírio. Nunca o movimento em um quadro, no seu único e verdadeiro sentido tecnológico, se consegue senão à custa da ordem, dependente da unidade principal, que tudo subordina no acordo filosófico do assunto com os seres que retratam."

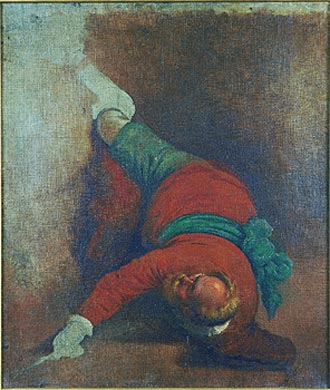
Estudo para A Batalha dos Guararapes, Museu Victor Meirelles.

Na apreciação de Jorge Coli, 
"Este texto enuncia aquilo que a observação descobre no quadro: uma arquitetura promovida através de etapas claramente isoladas, que se articulam por meio de calma e lenta reflexão, onde o movimento só tem lugar como um sistema de tensões, e não enquanto ilusão dinâmica. Os instrumentos picturais de Meirelles, entre eles os da parcelização e acabamento das partes para uma metódica recomposição do todo, eram, sob este aspecto, os mesmos da tradição neoclássica, e incapazes para a ilusão dinâmica. Ele poderá, nessas unidades trabalhadas, dilatar o espaço, de maneira, por exemplo, a alongar o pescoço do cavalo, como revelam alguns estudos. Disporá no conjunto, refletidamente, os vetores contrários. O próprio vocabulário empregado por Victor Meirelles é significativo: 'contrastes', 'efeitos bem calculados', 'perfeita inteligência da perspectiva', 'devida proporção', 'graduando os planos' — tudo isso revela um saber que se quer regrado, que afasta o 'cunho do delírio', e que busca um resultado claro. [...] Para ele, a reconstituição pictural da História não possui um aspecto meramente ilustrativo. Ela subordina-se aos princípios superiores da arquitetura visual, fixada fora do tempo, fora do efêmero. Ele está no oposto do pintor da vida moderna desejado por Baudelaire".
A dramaticidade em sua pintura é obtida indiretamente como o resultado da reunião de elementos pontuais indicativos de tensão e violência, como o braço erguido que empunha a espada prestes a cair sobre o inimigo, a expressão ansiosa do soldado com olhos esbugalhados, a contorção do corpo do comandante holandês caído ao chão, elementos que agem como palavras individuais num longo e elaborado discurso erudito sobre a forma e sua simbologia. Este sistema vinha sendo organizado desde a Antiguidade e fora consistentemente sistematizado em uma linguagem visual — recebendo grande influência da retórica literária e da oratória — desde a fundação das primeiras Academias, e em particular na Academia barroca de Paris, fundada sob Luís XIV.

#### Combate Naval do Riachuelo

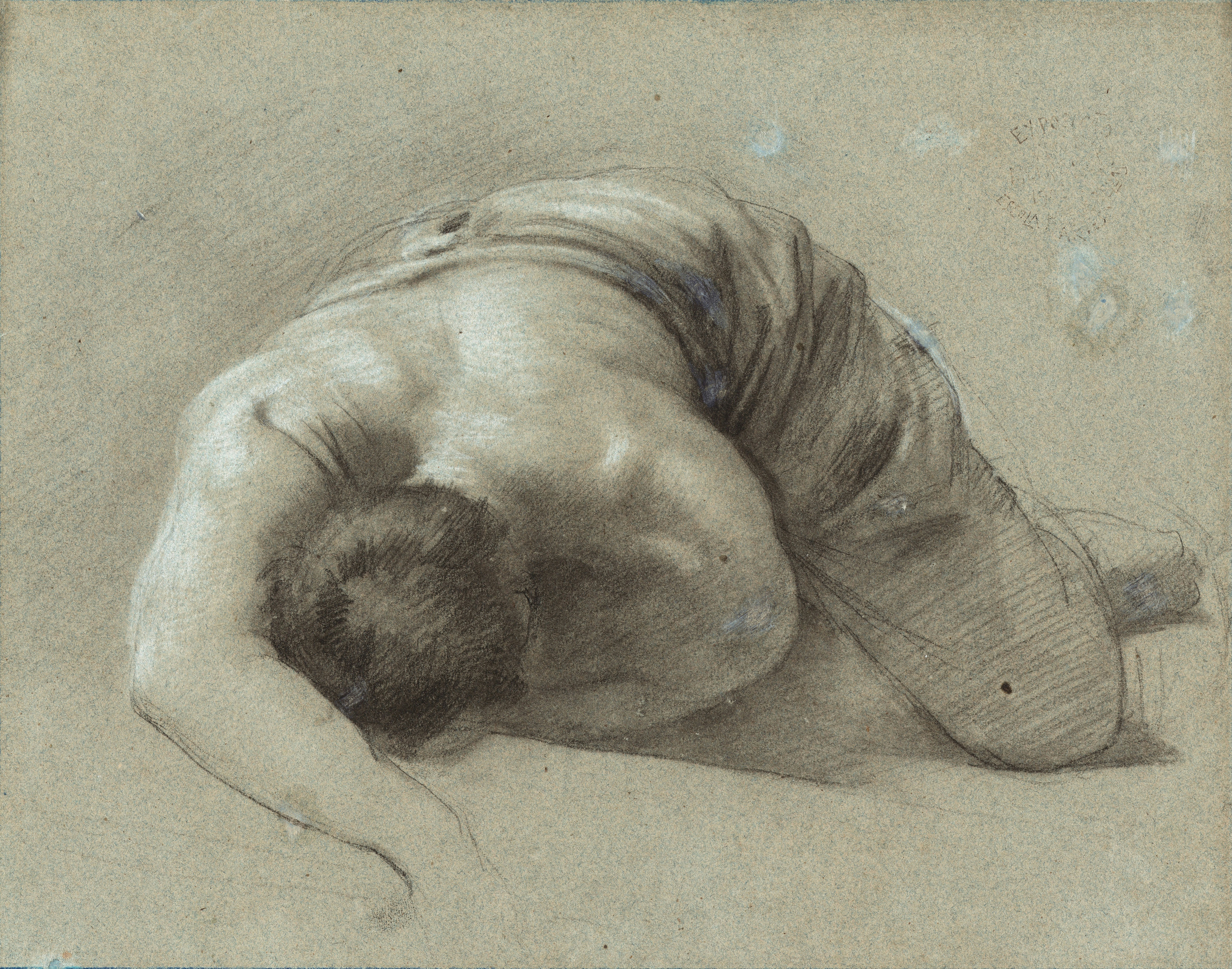
Estudo para o Combate Naval do Riachuelo, Museu Nacional de Belas Artes.

O Combate Naval do Riachuelo ilustra um dos episódios mais marcantes e decisivos da Guerra do Paraguai, o confronto entre a coalizão argentina-uruguaia-brasileira — a Tríplice Aliança — e as forças paraguaias ocorrido na manhã do dia 11 de julho de 1865 no arroio Riachuelo, um afluente do rio Paraguai. A obra foi encomendada em 1868, junto com a Passagem de Humaitá, pelo ministro da Marinha Afonso Celso de Assis Figueiredo, quando a Guerra ainda estava em andamento. Em 15 de junho o pintor dirigiu-se ao local do conflito para realizar os estudos preparatórios. Ela não teve acesso ao palco principal dos combates, mas colheu impressões sobre o ambiente, os soldados e os equipamentos militares. Numa carta, escreveu: “Estive algum tempo estacionado diante de Humaitá e dali, às furtadelas, de vez em quando fazendo mesuras às balas que passavam, eu desenhava o que me era possível ver pelo binóculo, mas felizmente, depois da ocupação dessa praça, tenho feito à vontade, em muitos croquis, tudo o que me era indispensável para o quadro da passagem dos encouraçados, faltando-me apenas pouca coisa”. Ali permaneceu por dois meses, e depois, com o material que produziu, instalou-se num salão do Convento de Santo Antônio, no Rio de Janeiro, para pintar a obra definitiva.
A Marinha Imperial Brasileira era comandada por Francisco Barroso da Silva, liderando a fragata Amazonas e os vapores Jequitinhonha, Beberibei, Belmonte, Parnaíba, Mearim, Araguaí, Iguatemi e Ipiranga. A esquadra paraguaia, sob o comando de Pedro Ignacio Meza, dispunha também de nove navios, mas todos eram barcos mercantes improvisados em naus de guerra. Numa manobra ousada, Barroso da Silva usou a fragata Amazonas como aríete contra a linha das embarcações inimigas, danificando quatro delas e instaurando o pânico entre os paraguaios, que debandaram. A tela mostra este exato momento, com a fragata dominando a composição, tendo à proa Barroso da Silva em posição de triunfo. Ao seu redor está a esquadra paraguaia dispersa, e em primeiro plano um dos seus navios soçobra, com vários combatentes sobre ele, alguns em desespero, enquanto outros ainda tentam uma defesa, tudo em meio a um cenário tomado pela fumaça da artilharia e das chaminés dos navios, pintado em cores quentes. Na descrição de Graziely Silva,
"Este sentimento de acuação é fortalecido pelo movimento desequilibrado dos personagens, em sua descoordenação, cujos eixos de movimento se desencontram, bifurcando e fragmentando todo grupo. Assoma-se nas feições o medo, a valentia, a dúvida, a incerteza, a desolação amontoando-se. Victor permite um tratamento apurado dos semblantes e feições apresentados por tais personagens. As expressões dos soldados são bem marcadas devido à sua dedicação ao desenho, uma dedicação adquirida com sua formação neoclássica, cujos exercícios consistiam no aperfeiçoamento das precisões anatômicas. Sua passagem pelo gênero de retratos também deve ser considerada na aquisição de uma técnica apurada no tratamento de expressões faciais. [...] Afastando-se para os planos posteriores, os elementos ora se perdem, ora ressurgem em meio a uma cortina de fumaça que envolve toda a tela, encobrindo e inviabilizando o reconhecimento do local onde se desfecha o acontecimento. Embarcações e personagens diversos pontuam a cena espalhando-se e contaminando todo ambiente. [...] Esta construção do quadro sugere então um ambiente imersivo, onde o espectador torna-se um contemplador envolvido pelo evento".

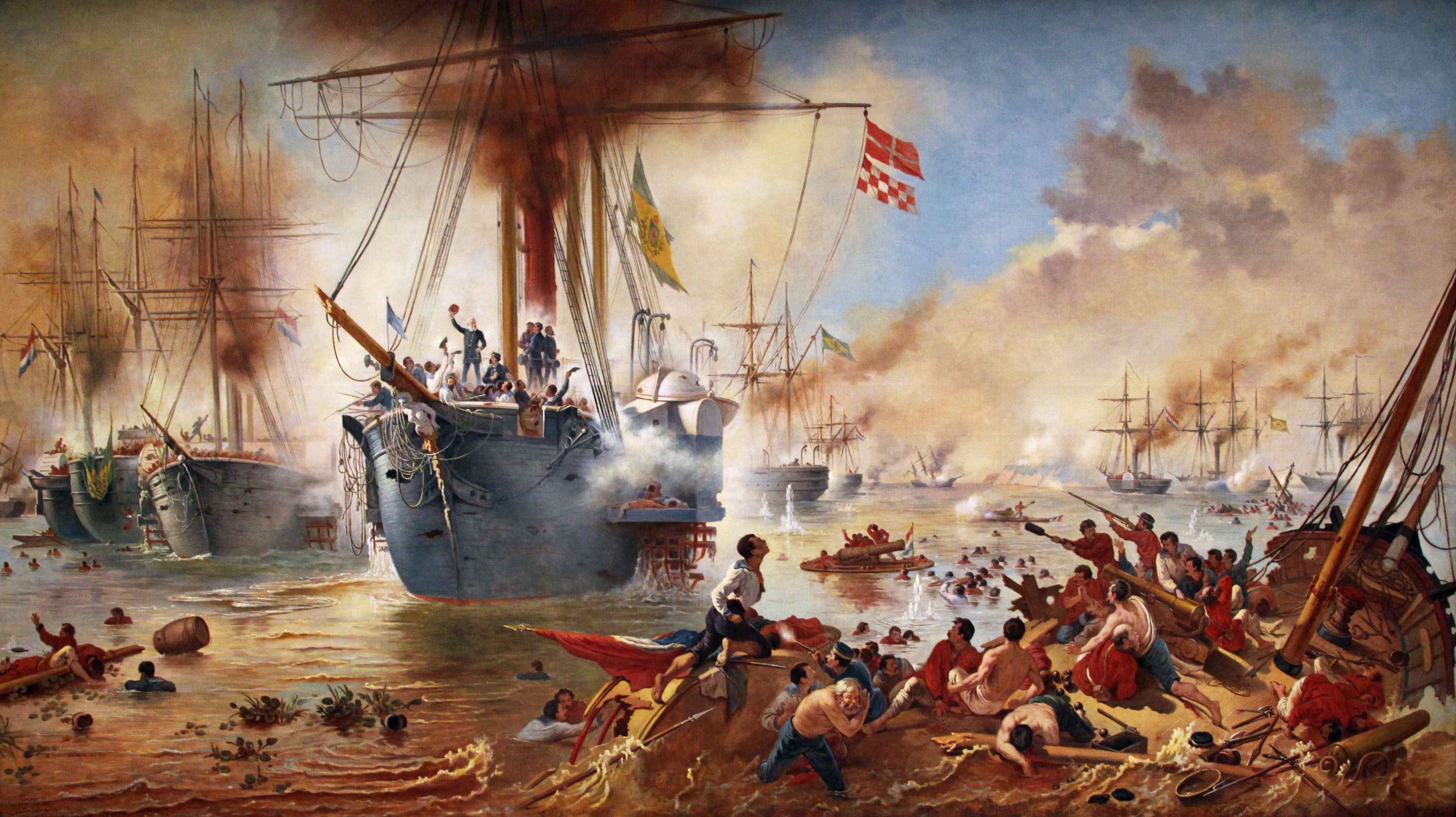
Oscar Pereira da Silva, cópia do Combate Naval do Riachuelo. Palácio Pedro Ernesto.

A tela foi apresentada primeiramente na 22ª Exposição Geral da Academia Imperial, iniciada em 15 de junho de 1872, ao lado da Batalha do Campo Grande, de Pedro Américo. Mais uma vez estabeleceu-se uma polêmica entre a crítica e o público sobre os méritos das duas composições. Moreira de Azevedo, por exemplo, disse que “este painel de Victor Meirelles é de admirável produção de um gênio artístico, brilhante concepção de uma alma patriótica de um artista inspirado pela poesia das artes, pelas auras da pátria e pela luz do gênio". Em 1876 foi remetida junto com a Primeira Missa e a Passagem de Humaitá para a Exposição Universal da Filadélfia, e na volta acabou sendo estragada, perdendo-se irremediavelmente. Uma cópia, com a dimensão de 4,2 × 8,2 metros, foi providenciada pelo autor entre 1882 e 1883, quando estava em Paris, pertencendo desde 1926 ao acervo do Museu Histórico Nacional. O pintor justificou a cópia dizendo: "Aquele quadro perdido era uma lacuna em minha vida artística. A minha obra sem ele ficara incompleta, embora viesse a compor, como espero, muitos outros quadros novos. Depois é a comemoração da glória mais brilhante da marinha americana". Esta segunda versão, que alguns críticos da época disseram ser melhor que a original, foi exposta no Salão de Paris de 1883 recebendo muitas apreciações positivas, e o autor foi homenageado com um banquete. Carlos Rubens recolheu alguns comentários da imprensa francesa:
"No Patriote Franc-Comtois, A. de Sancy dizia: 'Um grande combate naval de Meireles, episódio da guerra do Brasil, merecia uma medalha; obra conscienciosa e estudada, muitas minudências e interesse'. Le Moniteur de l'Armée elogiava o movimento, o desenho e o colorido do quadro; Le Courrier International salientava ser Victor Meirelles o único representante da pintura histórica no Salão e que 'levantou a arte brasileira ao nível de altitude da arte da Europa, trabalhando assim mais para o seu país do que para a glória própria'; também The Continental Gazzete elogiava o Combate, enquanto havia quem igualmente escrevesse: 'Seu trabalho, no entanto, foi um dos que atraíram a atenção, um dos poucos citados nas críticas rápidas das gazetas de Paris'.”
Voltando ao Brasil, foi exposta no Largo de São Francisco em 1884 e em seguida numa outra Exposição Geral da Academia Imperial, reacendendo a polêmica. Gonzaga Duque, o porta-voz dos modernistas, criticou a obra nas mesmas linhas em que falara da Batalha dos Guararapes, reconhecendo-lhe alguns méritos mas condenando-a como inverossímil:
"Como se vê, o assunto não é ingrato; pelo contrário, oferece magníficos pontos de efeito. Mas, a natureza de Victor é tímida, não lhe consente ver o lado trágico da luta. E, por este motivo, o quadro é sereno; a luz da tarde banha cariciosamente, num beijo morno e demorado, esse vasto cenário enevoado pelo fumo; nas mansas águas do rio nadam paraguaios, boiam dois corpos mortos e um camalote, destroços do combate. De um lado, à direita, enchendo o primeiro plano, vê-se um convés de navio já meio submergido. Sobre ele estão ainda alguns tripulantes, uns atarefados em carregar um canhão, outros assentados impassivelmente; na caixa da roda desse navio figura um marinheiro da nossa armada, ajoelhado, fitando o céu e fazendo um belo gesto com o braço direito; defronte dessa figura tornada estátua, um oficial da marinha inimiga aponta-lhe ao peito, com a calma de um atirador de salão, o cano de uma pistola; mais adiante há um velho que atravessa horizontalmente o navio que se submerge em linha vertical. É isto o combate naval de Riachuelo pintado por Victor Meirelles.... A tranquilidade que caracteriza os combatentes no convés do vapor paraguaio longe está de nos transmitir o angustiado transe por que passam esses vencidos. Tanta calma, tanta serenidade, em tal momento!" 

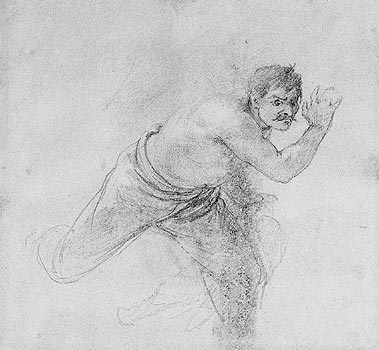
Estudo para O Combate Naval do Riachuelo, Museu Victor Meirelles.

Apesar da crítica dos modernistas, também esta peça entrou no seleto rol da imagens icônicas da identidade brasileira, sendo presença constante nos livros didáticos escolares e em inúmeras outras publicações. Elaborada segundo os ditames do mesmo programa ideológico do Império que ensejou a criação das outras grandes composições de Meirelles, esta em particular atendia ao desejo da oficialidade de apresentar o Brasil como a potência dominante na América do Sul e com um libertador dos próprios paraguaios das mãos do "déspota" Solano López, como era chamado no Brasil, instituindo a intervenção militar como um ato civilizador e organizador. A própria representação dos brasileiros e paraguaios na cena de batalha fala neste sentido, como observou Luiz Carlos da Silva: "A maneira como cada grupo de marinheiros está posto na tela sugere uma grande diferença. De um lado paraguaios maltrapilhos esboçando uma desordenada reação no que restou de sua embarcação, de outro, gestos de vitória e os oficiais da esquadra brasileira postados como estátuas comemorativas", uma "retórica do triunfo" destinada a consagrar num registro monumental "um dia reconhecidamente importante para as pretensões aliadas e, mais ainda, para a história da Marinha. [...] Uma representação que traçava uma história da corporação como imprescindível à manutenção do Estado brasileiro; que enxergava vez por outra suas limitações bélicas mas que nem por isso arranhava a imagem 'combativa' e 'heroica' de seus marinheiros e a 'inteligência' de seus oficiais". A obra foi especialmente importante no seu momento histórico porque até então a Guerra se mostrava indefinida, o ministério atuava com dificuldade, as decisões políticas e as militares não entravam em harmonia e a Marinha enfrentava muitas críticas por uma alegada inação, o que incomodava as altas patentes. Assim, ainda segundo Silva, "o ambiente se tornou propício para se agarrar a qualquer vitória e destacar os méritos de tal façanha. Com a jornada do Riachuelo no currículo desde 1865, a delicada situação de 1868 e a recém conquistada passagem pela fortaleza de Humaitá (19 de fevereiro de 1868) foram justificativas oportunas para legitimar esta empreitada artística em pleno conflito", registrando de maneira grandiloquente "um feito considerado notável em período turbulento da política nacional, fruto dos descaminhos entre política, guerras e partidarismos".

#### Panoramas
Victor Meirelles produziu três grandes obras em formato panorâmico, uma representando a paisagem do Rio de Janeiro, outra mostrando o Descobrimento do Brasil, e outra a entrada da Esquadra Legal na baía de Guanabara. Embora fosse um paisagista desde o início, e um excelente paisagista, como reconheceu o próprio Gonzaga Duque, que louvou sua sensibilidade à natureza, nos panoramas ele evidencia sua abertura para um novo modo de ver e conceber a paisagem caracteristicamente moderno, influenciado também pela fotografia, que surgia como a grande novidade da tecnologia de imagem e desde logo serviu como auxílio para os pintores comporem suas obras.

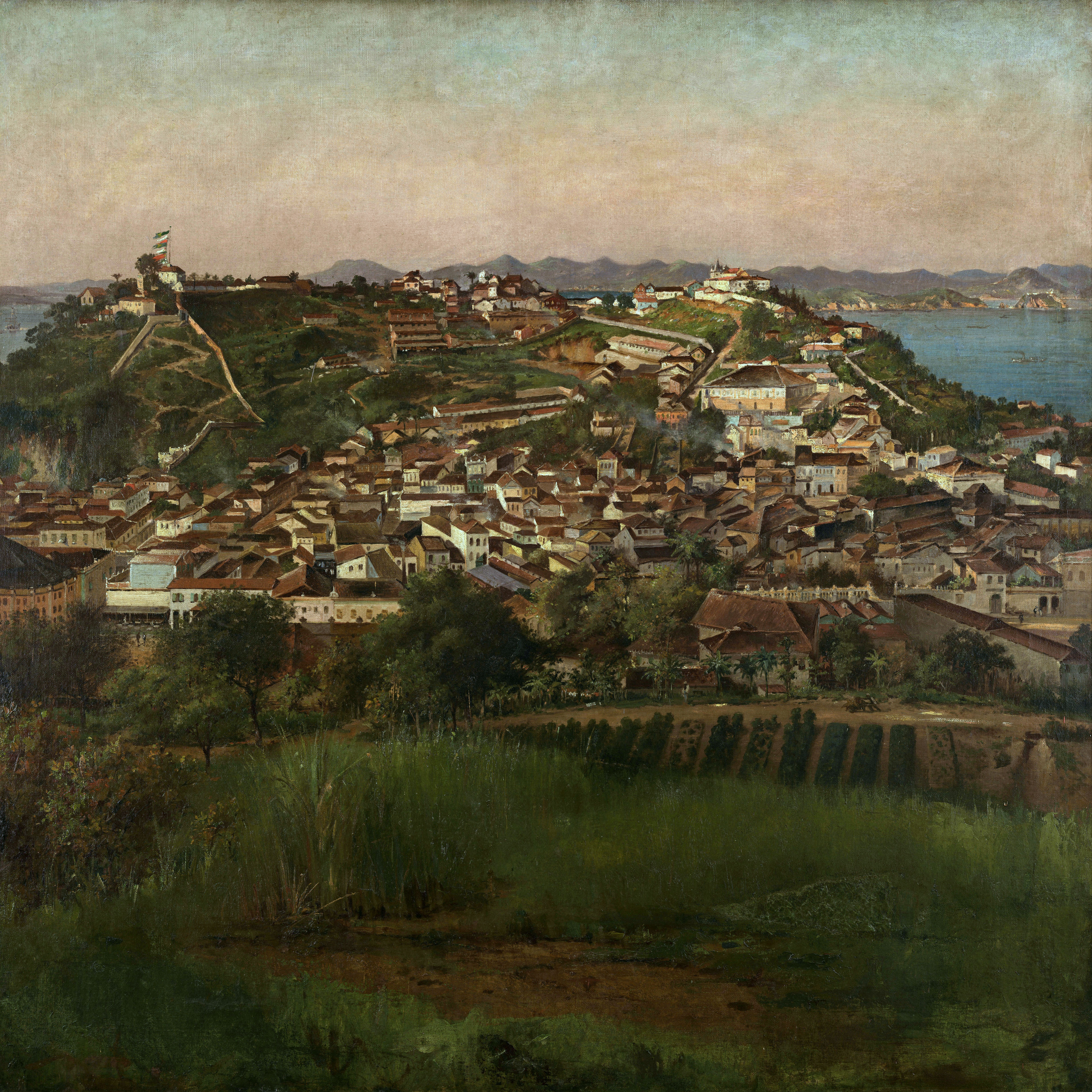
Estudo para o Panorama do Rio de Janeiro - Morro do Castelo, c. 1885. Museu Nacional de Belas Artes.

Na opinião de Carlos Rubens, "Victor Meirelles possuía a fascinação emocional dos panoramas. Gostava dos cenários imensos da cidade, da visão da metrópole como que adormecida no tumulto da irregularidade arquitetônica, do colorido variado do casario, das grandes massas que a perspectiva distância e as tintas fixam nos seus valores exatos". Segundo Mário Coelho, os panoramas de Meirelles se encaixam num gênero que pode ser interpretado, no contexto de sua época, como uma tentativa de resgatar a unidade em um mundo que rapidamente estava perdendo a antiga solidez monolítica, pretendendo "cumprir esta função de organizar a experiência das pessoas que chegavam ou habitavam grandes cidades e não tinham mais a noção de seu conjunto, lugares onde não era mais possível abarcar perceptivamente a paisagem". Para Elza Peixoto, os seus panoramas queriam dar ao espectador "a mais completa impressão de conjunto", surpreendendo-o com "uma vista que talvez nunca imaginasse a não ser por esse meio, pois, para a execução do panorama, teve ele [o pintor] de agrupar e condensar toda essa imensa paisagem", propiciando a quem observa uma impressão ilusória de que detém uma espécie de domínio sobre o mundo, posto ali debaixo de seus olhos para seu consumo e prazer, efeito similar ao obtido pelo teatro e o cinema.
O propósito principal dessas pinturas, nas palavras de Makowiecky, era mostrar aos europeus "não só a beleza, como o grau de desenvolvimento urbanístico, comercial e industrial da capital do império e que haveriam de servir de propaganda emigrantista na época em que o Brasil tratava da abolição da escravatura". Como narra Elza Ramos Peixoto, "doía-lhe constatar o completo desconhecimento que o europeu tinha então do Brasil". Além disso, tinha em mente para elas uma função educativa, exibindo-as junto com folhetos didáticos voltados especialmente para escolares, detalhando a história da criação da obra, os acidentes geográficos, os personagens e edifícios representados e o seu significado. Disse o pintor: "Quem sabe quantos desses infantis visitantes guardarão tão profunda impressão do que ali observaram, que ainda um dia virão por ele atraídos fazer parte de nossa comunhão nacional?"  Notícias na imprensa louvaram essas obras pelo grande efeito ilusionístico que o autor conseguiu imprimir às cenas, comparando seu talento com o do grego Apeles, e um comentarista da Gazeta de Notícias assinalou: "Custei a perceber onde acabaria a realidade e começava a ilusão. Nunca diante de quadro algum recebi impressão artística mais surpreendente".
Pouco tempo antes de morrer o pintor havia doado seus panoramas ao Museu Nacional, na Quinta da Boa Vista. Não se sabe exatamente o que se fez deles, mas o fato é que acabaram estragando e se perdendo. Além disso, o manejo das obras, todas imensas, era extremamente complicado; o maior dos panoramas havia empregado mais de três toneladas só de tinta, e como não tinham molduras fixas, a cada manuseio estragavam mais um pouco. Desde a doação, em 1902, já havia sido assinalado em relatório o perigo de deterioração das obras. Mas anos se passaram até que, em 1910, quando o Museu foi reformado, João José da Silva, restaurador da Escola de Belas Artes, foi designado para localizá-las e fazer uma inspeção. Disse que as encontrou já próximas da decomposição em três grandes caixas apodrecidas, abandonadas em um pavilhão arruinado, imundo e alagado que mais parecia um curral de porcos, e referiu que fora informado de que antes de serem recolhidas para lá estiveram largadas ao ar livre durante muito tempo, num terreiro da Quinta. Em seguida, acabaram novamente expostas às intempéries, sendo enroladas, não se sabe por quem, em três grandes cilindros e deixadas no pátio do Museu sem qualquer proteção ou cobertura, onde ficaram meses, à espera de solução burocrática para o seu caso, que nunca veio.
O destino final dos panoramas é nebuloso. Sandra Makowiecky diz que "segundo consta se pensou em fazer com eles uma fogueira. Outros acreditam que foram cortados em pedaços para servirem de cobertura às mobílias e outros materiais transportados em carrinhos de mão. Acredita-se até que parte deles foi atirada ao mar". O artista pensava que seria reconhecido pelas futuras gerações devido a esses grandes panoramas, porém, só restam deles alguns estudos.

## Fortuna crítica e legado
Victor Meirelles foi um dos mais brilhantes egressos da Academia Imperial e um dos primeiros mestres nacionais a receberem reconhecimento no estrangeiro. Durante seu apogeu foi um dos artistas mais respeitados do Império Brasileiro e um dos mais estimados pela oficialidade. Para os críticos afinados ao programa civilizador de D. Pedro II, a geração de Meirelles, na qual ele e Pedro Américo pontificaram como os maiorais, foi a fundadora da escola nacional de pintura moderna, sendo por isso considerados a verdadeira vanguarda da época. Foi professor de muitos pintores que fariam mais tarde renome por si mesmos, entre eles Antônio Parreiras, Belmiro de Almeida, Décio Villares, Eliseu Visconti, Oscar Pereira da Silva, João Zeferino da Costa, Modesto Brocos y Gomez, Rafael Frederico, Rodolfo Amoedo, Pedro Peres e Almeida Júnior.
Sua produção mais importante, reconhecida ainda em vida, é a que deixou na pintura histórica, o gênero acadêmico por excelência, e embora seus retratos e paisagens também fossem elogiados em sua época, hoje estão bastante esquecidos pela crítica. Dentre suas pinturas históricas, a obra capital sem dúvida é A Primeira Missa no Brasil, pela qual se tornou mais conhecido e festejado até hoje. Em 1861, recém concluída, foi aceita com louvores pelo júri do Salão de Paris, conquista inédita para um artista brasileiro. A riqueza de detalhes da pintura, representando múltiplas expressões e situações, suas qualidades evocativas, técnicas e estéticas, eternizaram a versão oficial da Descoberta do Brasil como um ato heroico e pacífico, celebrado em ecumenismo por colonizadores e indígenas. Jorge Coli, refletindo o consenso da crítica, escreve: "Meirelles atingiu a convergência rara das formas, intenções e significados que fazem com que um quadro entre poderosamente dentro de uma cultura. Essa imagem do descobrimento dificilmente poderá vir a ser apagada, ou substituída. Ela é a primeira missa no Brasil. São os poderes da arte fabricando a história." Seus panoramas, por sua vez, foram recebidos com bastante entusiasmo, mas hoje, restando apenas esboços preparatórios, só se pode conjeturar sobre o seu real aspecto e qualidade.

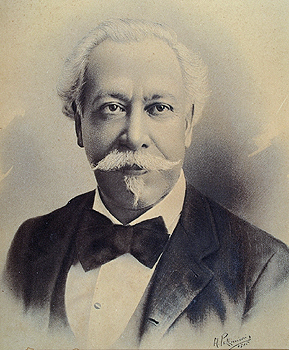
Victor Meirelles em retrato póstumo de A. Pelliciari, 1915.

Mas ao mesmo tempo em que angariava admiradores, fez também muitos adversários, que o consideravam ultrapassado e viam nas convenções acadêmicas nada senão artificialismo e retórica vazia de sentido para os tempos que mudavam. Se, por um lado, a Primeira Missa lhe rendeu homenagens como a Ordem da Rosa, também originou as primeiras críticas, justamente pelo que seria "excesso de imaginação" e infidelidade à realidade. A exposição de outra de suas grandes composições, A Batalha de Guararapes, ao lado da Batalha do Avaí de Pedro Américo, no Salão de 1879, originou um debate público inédito no cenário artístico brasileiro. Calcula-se que cerca de 80 artigos tenham sido publicados sobre o acontecimento, inaugurando um período fértil para a formação de um corpo de crítica nacional sobre estética e ideologia, abordando temas candentes na época como o nacionalismo, a função da crítica e a oposição entre as vanguardas e a tradição acadêmica. Esta exposição se tornou memorável também porque conseguiu mobilizar virtualmente toda a população do Rio de Janeiro, sendo registradas 292.286 visitas ao longo de um período de 62 dias, demonstrando o enorme interesse da população em geral pela agitação artística daqueles dias e pelos temas nacionalistas. Na ocasião Meirelles ouviu tudo, sendo chamado de gênio e mestre a farsante e incompetente, assinalando o momento em que sua brilhante carreira começa a entrar em declínio. Refletia-se nele, e com especial pungência por seu grande destaque pessoal e sua posição de grande símbolo do academismo, o irresistível avanço da estética modernista, que se contrapunha a tudo o que ele representava. As incisivas críticas de Gonzaga Duque, das quais já se deu antes exemplo, eram leves se comparadas às de Angelo Agostini, que primava pelo sarcasmo. Falando dos Guararapes, e respondendo à declaração de intenções do pintor (citada antes), disse que tudo era falso, tudo era montagem, fantasia e convenção, em nada correspondendo aos eventos e sentimentos que deveriam ter-se passado na conflagração real:
"O Sr. Meirelles 'que só deseja acertar', confessa que alterou o fato, foi de encontro à história, não pintou a batalha dos Guararapes, mas um encontro feliz e amigável, em que Barreto de Menezes abraçou Van Schoppe, Fernandes Vieira a Felipe Camarão, e Henrique Dias saudou Vidal de Negreiros na sua língua: - Bença, meu sá moço!... A Batalha dos Guararapes não é portanto um quadro histórico, como indica o título e afirma o catálogo, [...] mas uma caricatura para rir, um combate de brincadeira, como os de mouros e cristãos, que nos dava o teatro São Pedro de Alcântara, edição antiga! [...] A Batalha dos Guararapes não é a Batalha dos Guararapes, é um encontro feliz em que os heróis daquela época se viram todos reunidos... e dançaram o minuete".
Também é digna de nota sua preocupação pessoal com a função educativa da arte, além de encará-la como um grande meio de divulgação do Brasil no exterior, o que concordava com o programa oficial do governo. Segundo Sandra Makowiecky, Carlos Coelho e outros, isso ficou claro especialmente sobre seus panoramas. Com essas obras Meirelles deu um grande passo em direção à sensibilidade moderna, o que torna as críticas sobre seu suposto anacronismo algo injustas. Ao mesmo tempo, o Panorama do Rio deve ter sido, a partir do que se vê nos estudos que sobreviveram, um fascinante testemunho da fisionomia da cidade em uma fase de grandes mudanças urbanísticas e arquitetônicas.
Tão identificado com o Império, as críticas negativas se acentuaram com o advento da República, e por fim, prevalecendo, o jogaram no ostracismo. Mas ele nunca foi inteiramente esquecido. Seus alunos conservaram muitos de seus ensinamentos e os retransmitiram, quando seus panoramas foram redescobertos em 1910 sua memória foi lembrada como a de um artista insigne — o que torna ainda mais paradoxal o destino infeliz que os painéis receberam —, e em 1924 o modernista Ronald de Carvalho o descreveu como um dos principais artistas do século XIX, elogiando sua sensibilidade à natureza, à luz e à "atmosfera", seu desenho correto, sua técnica requintada e seus dotes como paisagista e panoramista.

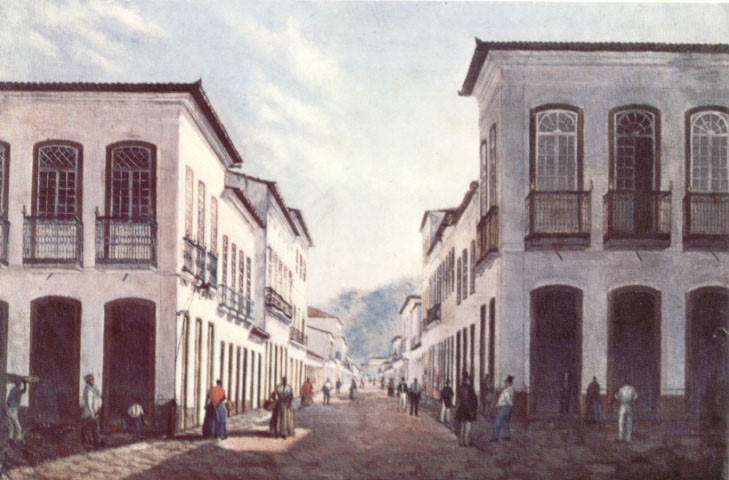
Victor Meirelles: Uma rua da cidade do Desterro, 1851. Museu Nacional de Belas Artes.

Sua figura voltou a ser recuperada com mais força a partir das comemorações do centenário de seu nascimento, em 1932, quando foi saudado como um humanista, um mártir e um pintor da alma nacional. Hoje, tem suas obras nos maiores museus nacionais, vêm interessado incessantemente os críticos de arte e os acadêmicos, e é nome de ruas e colégios. Foi biografado por Carlos Rubens, Argeu Guimarães, Angelo de Proença Rosa e outros, e o Museu Victor Meirelles, localizado em sua cidade natal, Florianópolis, é dedicado a preservar sua memória, além de o Museu de Arte de Santa Catarina manter um Salão Nacional que leva o seu nome. O Museu Victor Meirelles deu início em 2006 a um projeto que visa o levantamento sistemático e catalogação de sua obra completa. Sua tão significativa produção o coloca em posição muito destacada na história da arte brasileira. Segundo Sandra Makowiecky, para muitos ele é o maior pintor brasileiro do século XIX. Meirelles, junto com seu maior rival, Pedro Américo, conseguiu plasmar imagens de grande poder evocativo, que até hoje permanecem vivas na memória coletiva da nação como a visualização canônica de alguns dos seus principais mitos fundadores. Mário Coelho oferece uma boa síntese de sua figura:
"Meirelles conheceu a glória dos condecorados, a crítica dos folhetins, foi tradicional, produziu obras sólidas, imagens que se 'eternizaram', e [foi] inovador, aderindo ao efêmero e à moda dos panoramas. Ele participou deste conceito de modernidade situado entre o eterno e o fugaz, no convívio de Paris, 'capital do século XIX'. Saiu de uma pequena vila - Nossa Senhora do Desterro, onde com noções básicas de desenho geométrico conseguiu registrar sua cidade. Foi aluno e professor da Academia Imperial de Belas Artes, participou na formação de uma geração de pintores, escreveu sobre sua própria obra, justificando-a, explicando-a, argumentou criticamente diversas vezes, pôs anúncios nos jornais, mas sobretudo pintou a vida inteira, na Europa e no Brasil. Viajou muito, conheceu muito a arte de seu tempo. Não teve medo de inovar e utilizar tecnologias que por muitos foram desprezadas, entre elas a fotografia. Soube tirar proveito na construção da paisagem, no detalhamento dos retratos. Vislumbrou nos panoramas a possibilidade de mostrar sua grande arte, escandalosamente monumental mesmo aos olhos de hoje. [...] Talvez numa contramão, ele se aventurou numa história da pintura como poucos teriam coragem de fazer".